# Prospekt (Orgel)

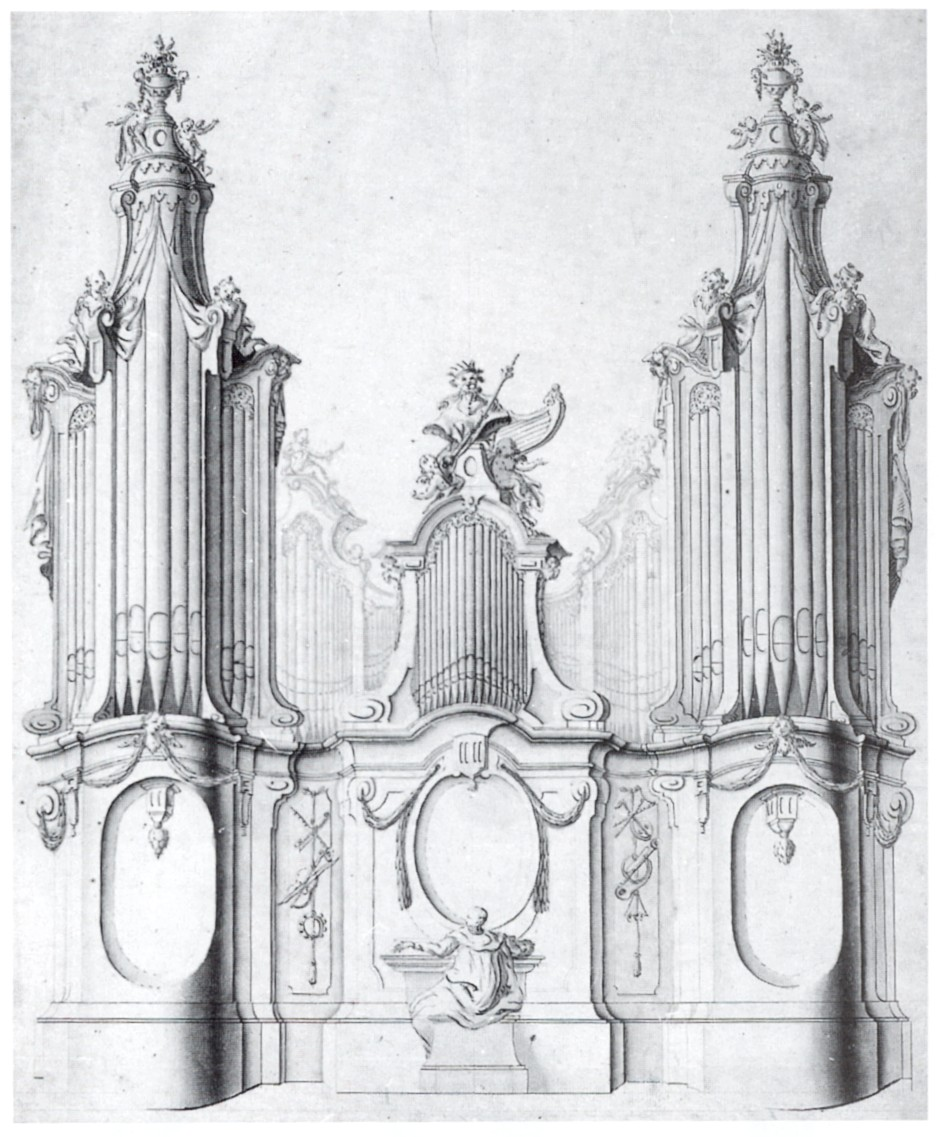
Entwurf zu einem barocken Orgelprospekt aus der Werkstatt von Johann Georg Dirr

Der Begriff Prospekt (der, österr. auch das Prospekt; abgeleitet von lateinisch prospectus ‚Anblick‘) bezeichnet die Schauseite, früher auch „das Gesicht“ einer Orgel.

## Allgemeines
Die Orgel ist ein Musikinstrument, für das es in mancher Hinsicht keine festen Bau- und Maßvorgaben gibt. In besonderem Maße gilt das für den Orgelprospekt, also die Schauseite der Orgel. In manchen Fällen verrät der Prospekt durch seine Gestaltung und Gliederung viel über den klanglichen Aufbau der Orgel, in anderen Fällen ist der Prospekt eine nach rein künstlerischen Maßgaben gestaltete Fassade. Bei der Erstellung eines Prospektes sind verschiedene Kriterien zu beachten, wie etwa die Einpassung in das vorhandene architektonische Gesamtbild, die räumlichen Gegebenheiten des Aufstellungsortes, die optimale musikalische Entfaltung und andere, individuelle Kriterien.
Im Prospekt einer Orgel können sich im Vergleich zur Gesamtzahl aller Pfeifen unterschiedlich viele Orgelpfeifen befinden. Jedoch sind dies stets bei weitem nicht alle Pfeifen, über die eine Orgel verfügt, sondern in fast allen Fällen nur ein kleiner Bruchteil des wirklichen Pfeifenbestandes. In der Regel stammen die Prospektpfeifen aus den Prinzipalregistern der einzelnen Teilwerke einer Orgel. Im Gegensatz zu anderen Registern gleicher Bauart und ähnlichen Klangs heißen nur diese Register im deutschen Sprachraum dann gelegentlich auch Prästant (von lateinisch praestare ‚vorstehen‘).
Fast immer ist die Aufstellung der Pfeifen gegliedert durch mehrere einander ähnliche, in der Größe oft unterschiedliche Pfeifenstaffelungen oder -gruppierungen.
In vielen Fällen ist der Prospekt symmetrisch gestaltet, um der Orgel ein gleichmäßiges Erscheinungsbild zu geben. Länge und Durchmesser der verwendeten Pfeifen sind allerdings in Abhängigkeit von ihrer jeweils erzeugten Tonhöhe sehr unterschiedlich; diese Abweichungen sind entsprechend auch im Prospekt zu sehen. Bei einem klassischen, spiegelbildlich aufgebauten Prospekt sind die Pfeifen der sogenannten Cis-Seite (im Kontrast zur C-Seite) oft etwas kürzer als ihre Pendants auf der anderen Prospektseite. In anderen Fällen werden Pfeifen mit Überlänge verwendet (die für die Tonhöhe unerheblich ist, da die Feineinstellung der Tonhöhe anders vorgenommen wird), um diese Differenzen optisch auszugleichen.
Meist sind im Prospekt Labialpfeifen aus Orgelmetall aufgestellt, es gibt jedoch auch Orgeln, bei denen bewusst Holzpfeifen im Prospekt verwendet wurden, selten werden auch Zungenpfeifen in den Prospekt gestellt. Neben tonerzeugenden Pfeifen können sich in einem Prospekt aus gestalterischen Gründen auch nicht klingende Pfeifen (stumme Pfeifen, Blindpfeifen) befinden.
Bei elektronischen Orgeln kann das Lautsprechersystem aus optischen Gründen in einem an das Erscheinungsbild von Pfeifenorgeln angelehnten stummen Prospekt eingebaut sein.
Eine vereinzelt auftretende, besondere skulpturale Bauform des Prospektes bzw. dessen Abbildung ist der Blindprospekt (Schein-, Blendorgel, Orgelblende), hinter dem sich kein Orgelwerk befindet und der meist zusätzlich zur eigentlichen Orgel errichtet wurde. Er wurde im Stile der Illusionsmalerei ausgeführt oder wurde als dekorative Scheinorgel oder als Blindprospekt, hinter dem sich kein Orgelwerk befindet, gebaut.
Teilweise wird bei Orgeln – besonders in Konzerthäusern – auch bewusst auf einen Prospekt verzichtet. Die Orgel wird in diesem Fall unsichtbar hinter einer schalldurchlässigen Wand oder über der Decke aufgestellt.
Auch wenn eine Orgel aus mehreren Gehäusen besteht, in denen die verschiedenen Werke untergebracht sind, ist nur singularisch von einem Prospekt die Rede. Nur vereinzelt gibt es Doppelorgeln, die zwei unterschiedliche Schauseiten haben. In Südeuropa haben Orgeln auf einem Lettner oder einer freistehenden Empore manchmal zwei Prospekte, einen Richtung Kirchenschiff und einen Richtung Chor.

## Entwicklung
Nur frühere und kleinste Orgeln der Antike brauchten und hatten keinen Prospekt. Schon früheste Orgeln hatten üblicherweise ein Gehäuse, in dessen Front einige Pfeifen des gesamten Pfeifenwerks standen. Von Epoche zu Epoche unterscheiden sich die Prospekte jedoch erheblich.
Die hier verwendete Epocheneinteilung der Prospekte orientiert sich hier nicht an denen der bildenden Kunst, sondern an den musikalischen Epochen, wobei selbst diese für die Zeit nach dem Klassizismus teilweise nur eingeschränkt für den Orgelbau gelten.

### Gotik
Zu Anfang der Orgelbaugeschichte diente das Orgelgehäuse ursprünglich vor allem dem Schutz der kostbaren Instrumente. Verzierungen orientierten sich am damaligen Baustil. Die oft vorhandenen Flügeltüren hatten mehrere Funktionen. Sie dienten einerseits wie der Rest des Gehäuses dem Schutz des „Innenlebens“ der Orgel. Andererseits waren die damals meist als Blockwerk ausgeführten Orgeln (es konnten noch keine Register einzeln gewählt werden) insgesamt leiser und obertonärmer im Klang, wenn sie mit geschlossenen Türen gespielt wurden. Außerdem wurden die Türen in der Karwoche geschlossen, um das Schweigen der Orgel (und der Glocken) symbolisch darzustellen. Als Prospektpfeifen wurde meist die tiefste Pfeifenreihe des Blockwerks gewählt. Dieser Umstand führte nach der Stimmscheidung (Aufspaltung des Blockwerks in Einzelregister) zum Namen „Prästant“ oder „Prinzipal“ für das im Prospekt stehende Register.

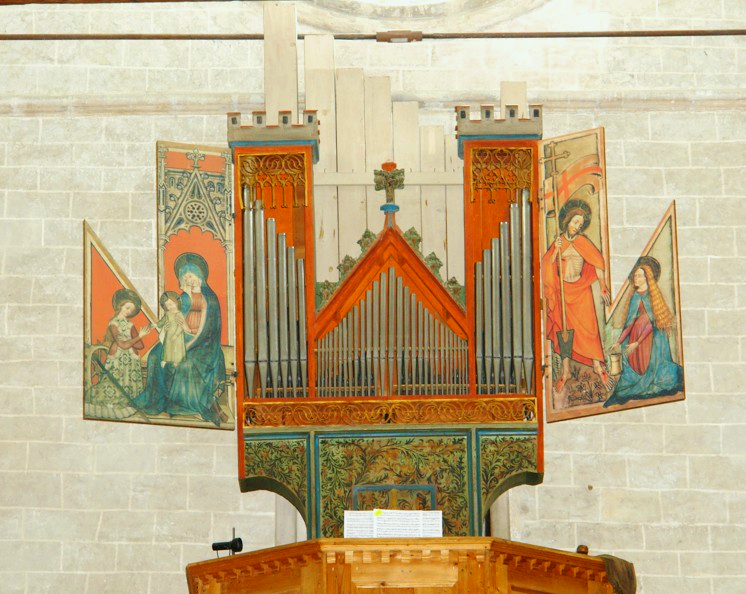
Gotischer Prospekt um 1430 (Orgel der Basilique de Valère in Sion). Die Holzpfeifen im Hintergrund stammen aus späterer Zeit.
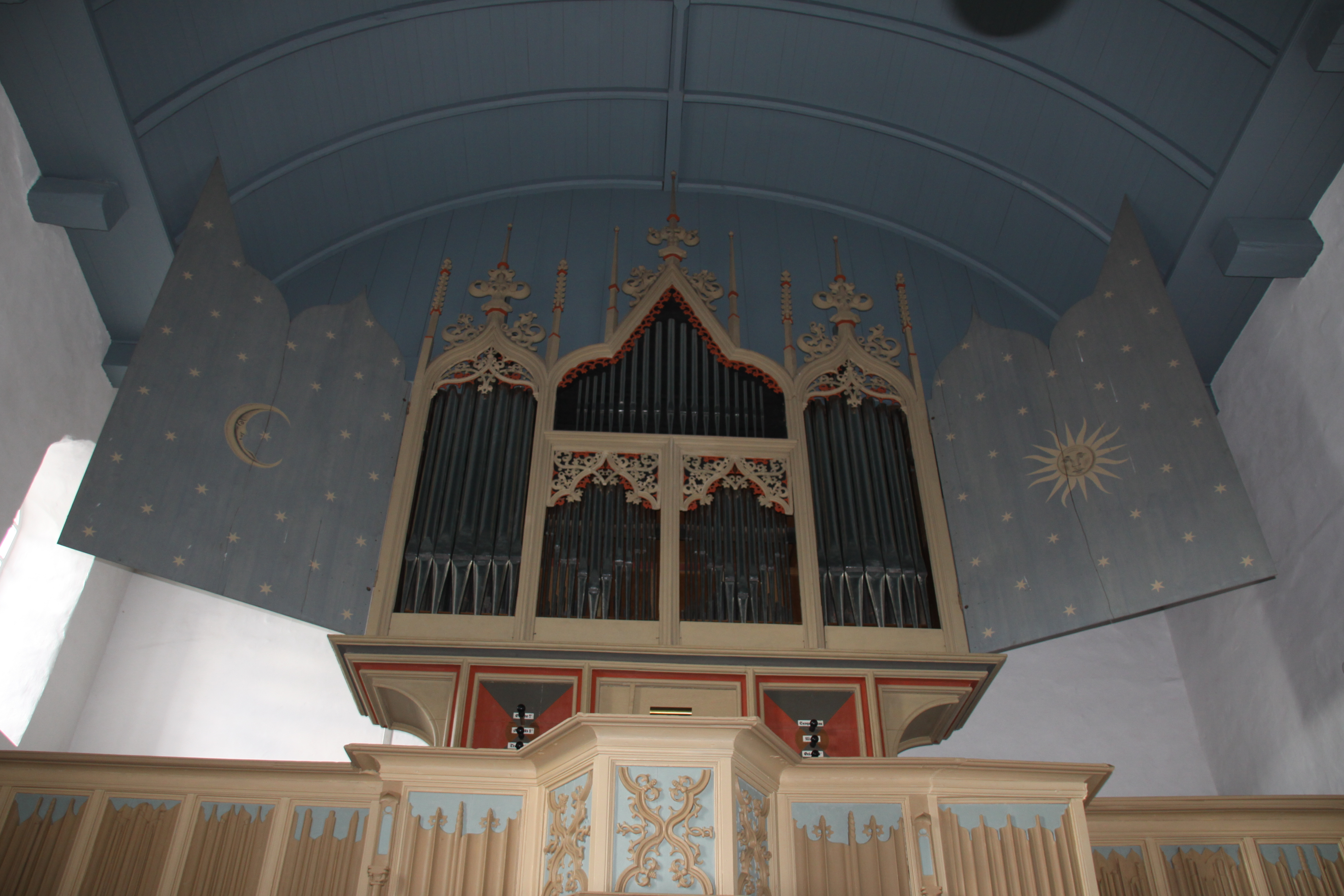
Spätgotischer Prospekt der Orgel in Rysum von 1457 mit Flügeltüren, Schnitzwerk, Fialen und Blendpfeifen im oberen Pfeifenfeld
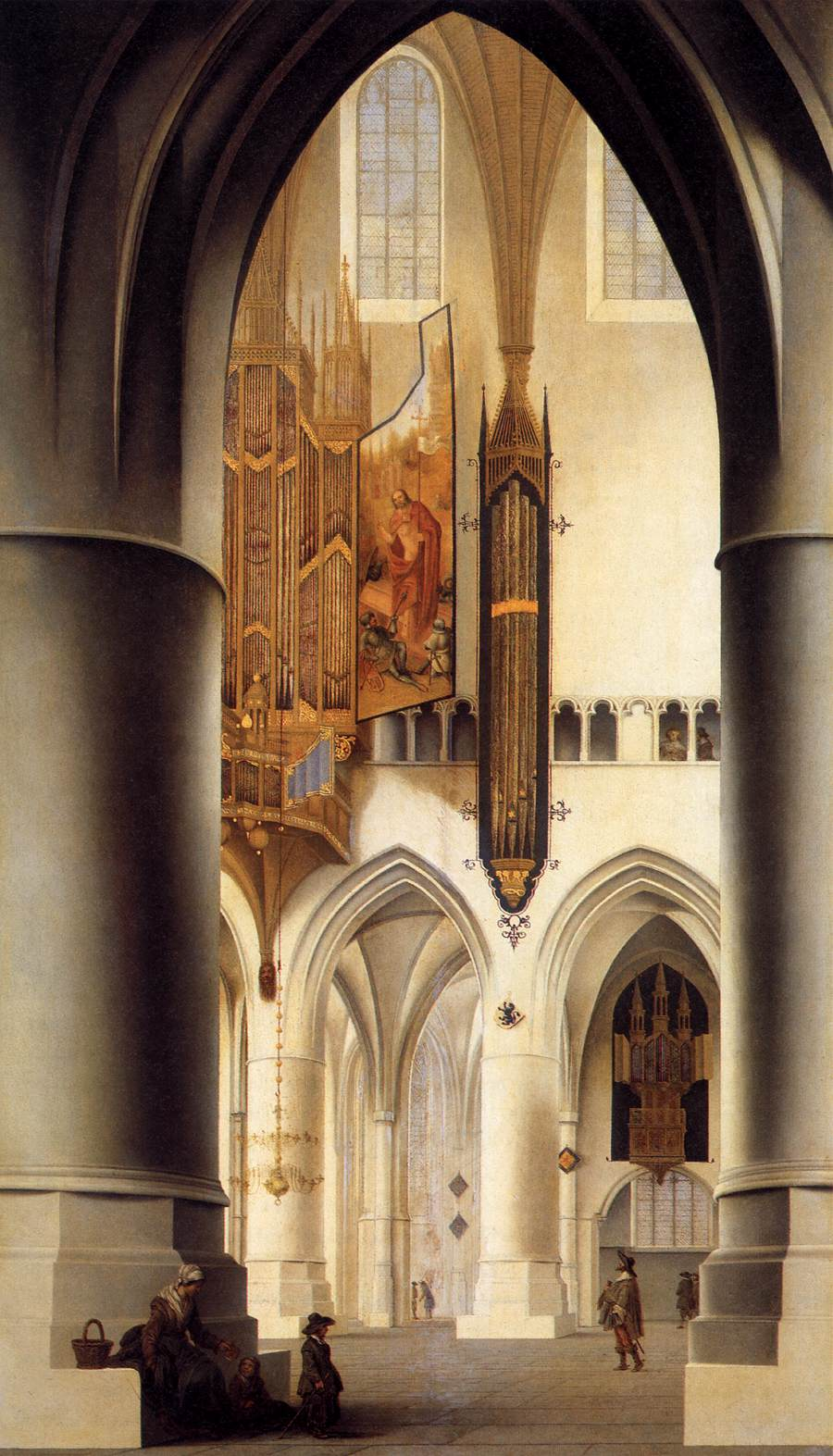
Orgel von Peter Gerritz (1471) mit Pedaltürmen in der St.-Bavo-Kirche, Haarlem auf einem Gemälde von Pieter Jansz Saenredam (1636)
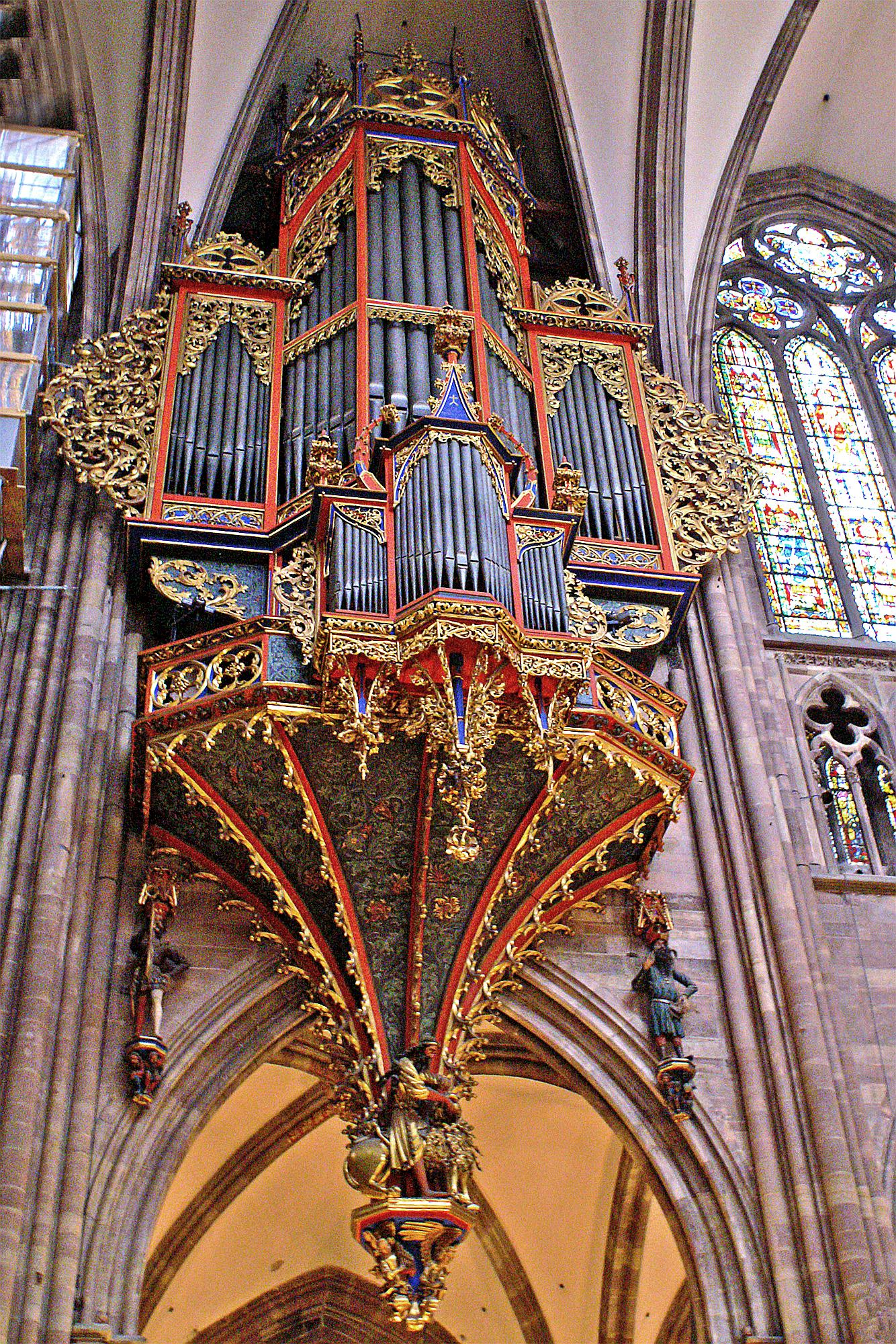
Schwalbennestorgel mit spätgotischem Prospekt (1491) im Straßburger Münster
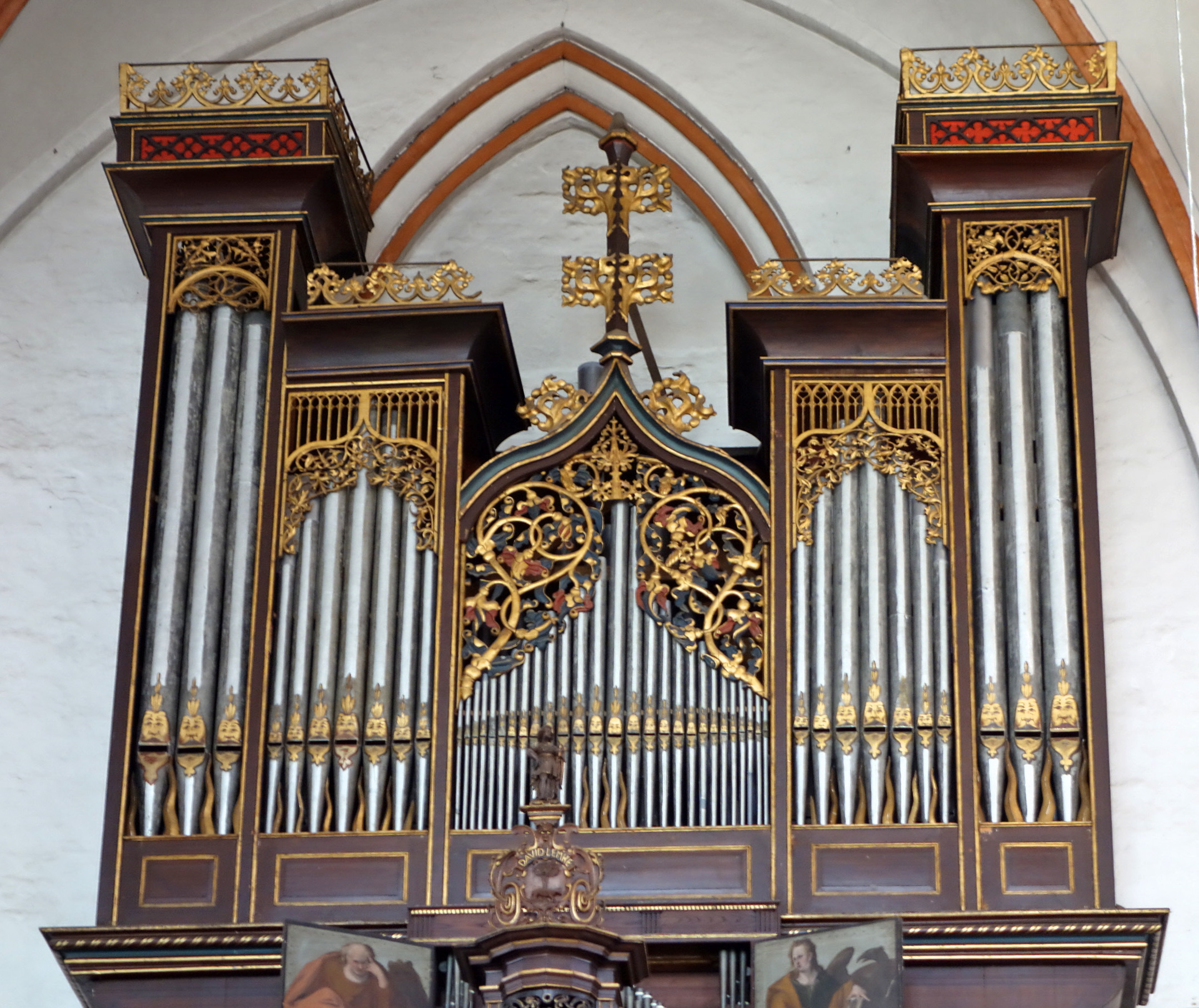
Hauptwerk der Kleinen Orgel der Lübecker Jakobikirche (1467/1515) mit Kielbogen und bemalten Pfeifen
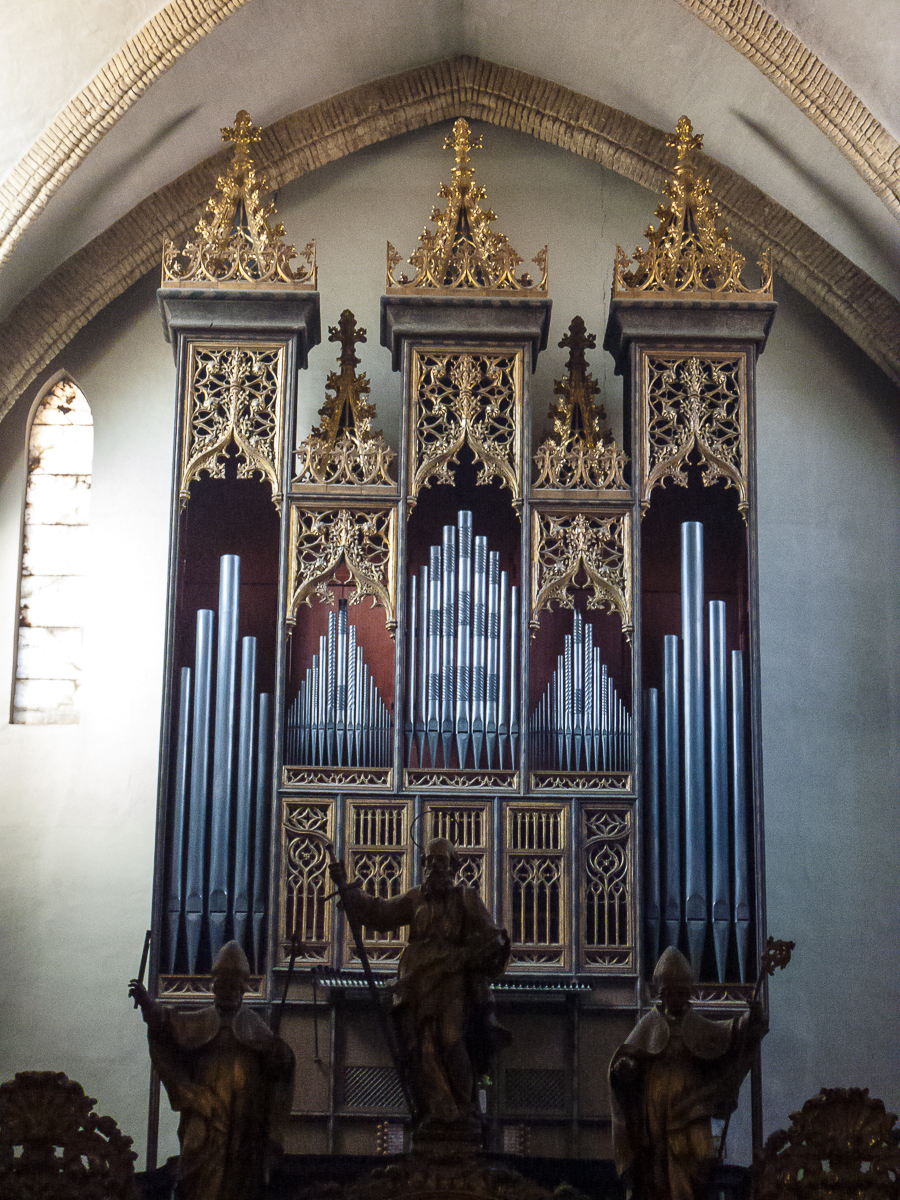
Spanischer spätgotischer Prospekt von 1482 in San Pablo (Zaragoza)

### Renaissance
Die Gestaltung des Orgelgehäuses orientiert sich am Möbelbau der damaligen Zeit. Grundelemente sind symmetrisch aneinandergereihte Kästen, die mit Verzierungen wie Zinnen versehen sind. Auch Orgelgehäuse der Frührenaissance wurden wie ihre gotischen Vorgänger oft mit Flügeltüren ausgestattet, um mit geschlossenen Türen insgesamt leiser und obertonärmer spielen zu können. Die Prospektpfeifen sind meistens als ansteigende oder abfallende Flachfelder angeordnet. Sie entstammen stets dem größten Prinzipalregister des jeweiligen Teilwerkes und enthalten oft alle Pfeifen dieses Registers. In der Renaissance begann die Entwicklung, dem Orgelgehäuse mit Skulpturen, Ornamentschnitzwerk, Gemälden und Vergoldung eine solche Bedeutung beizumessen, dass seine Herstellungskosten die des eigentlichen Orgelwerkes oftmals überstiegen.
Selbst für damalige Verhältnisse sehr große Orgeln waren, an heutigen Maßstäben gemessen, nur mittelgroße Orgelwerke. Um die mitunter recht großen Kirchengebäude dennoch befriedigend beschallen zu können, fanden die Orgeln oft in Form einer Schwalbennestorgel an der Seitenwand oder in den Stirnwänden der Seitenschiffe ihren Platz und verschmolzen optisch gelegentlich mit dem emporenähnlichen Unterbau (zum Beispiel St. Marien, Lemgo). Nur wenige Instrumente blieben original erhalten, meist enthalten Prospekte dieser Zeit spätere Neubauten, die selbst schon wieder historisch sind, wie zum Beispiel in St-Ouen (Rouen).

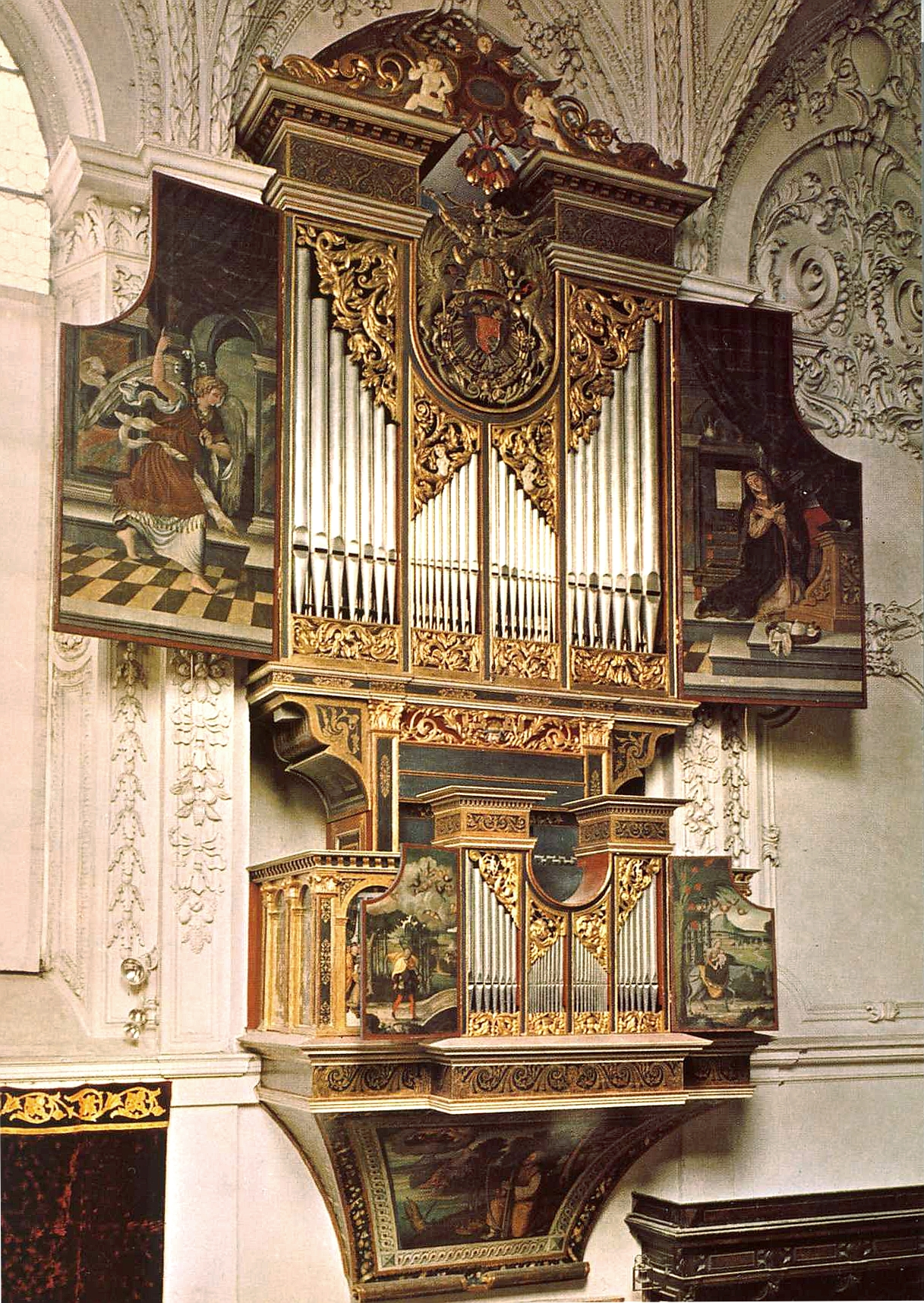
Orgel der Hofkirche (Innsbruck) von Jörg Ebert (1561)
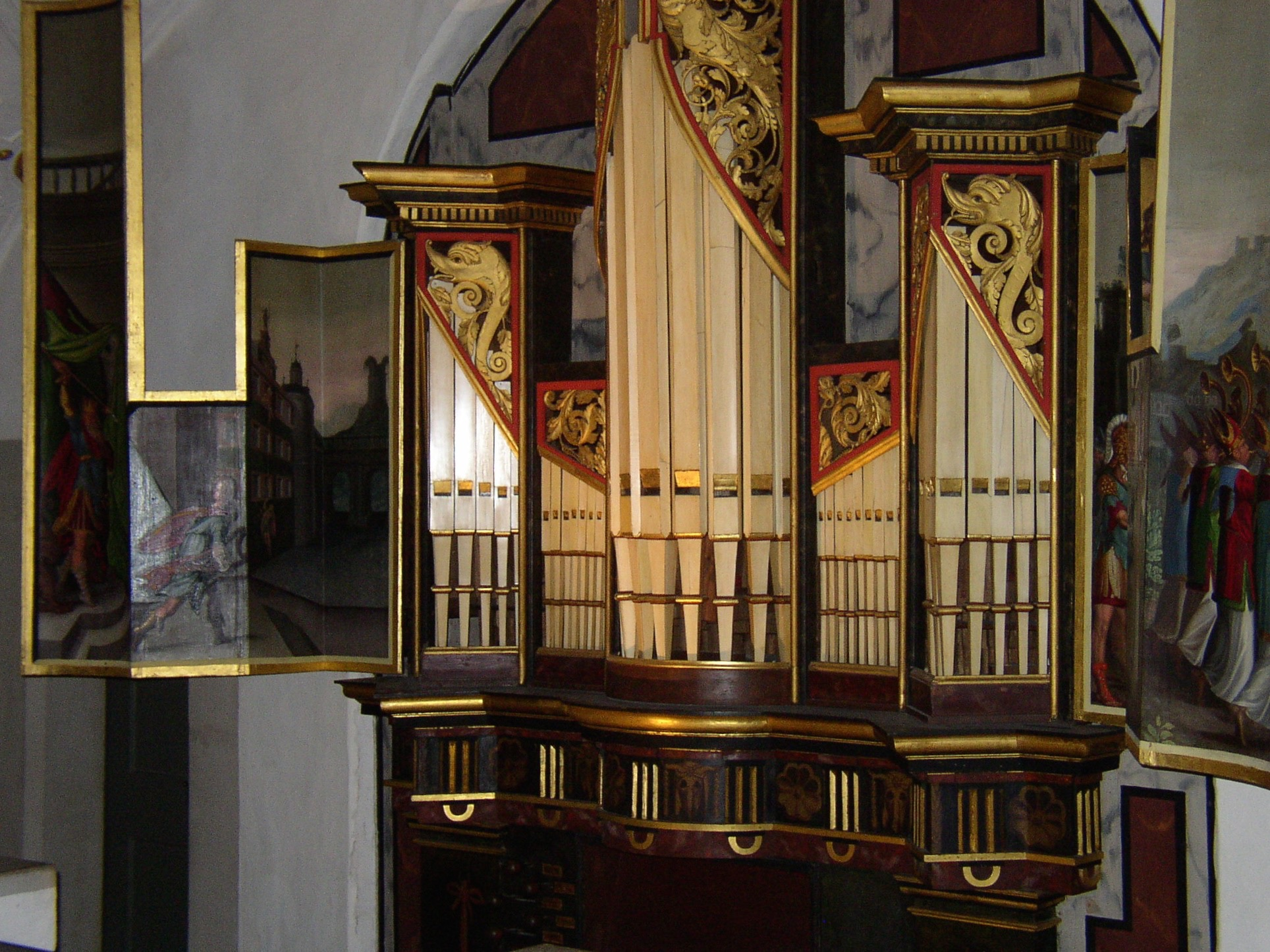
Orgel von Daniel Meyer (1590) in Schloss Wilhelmsburg (Schmalkalden) mit Holzpfeifen im Prospekt
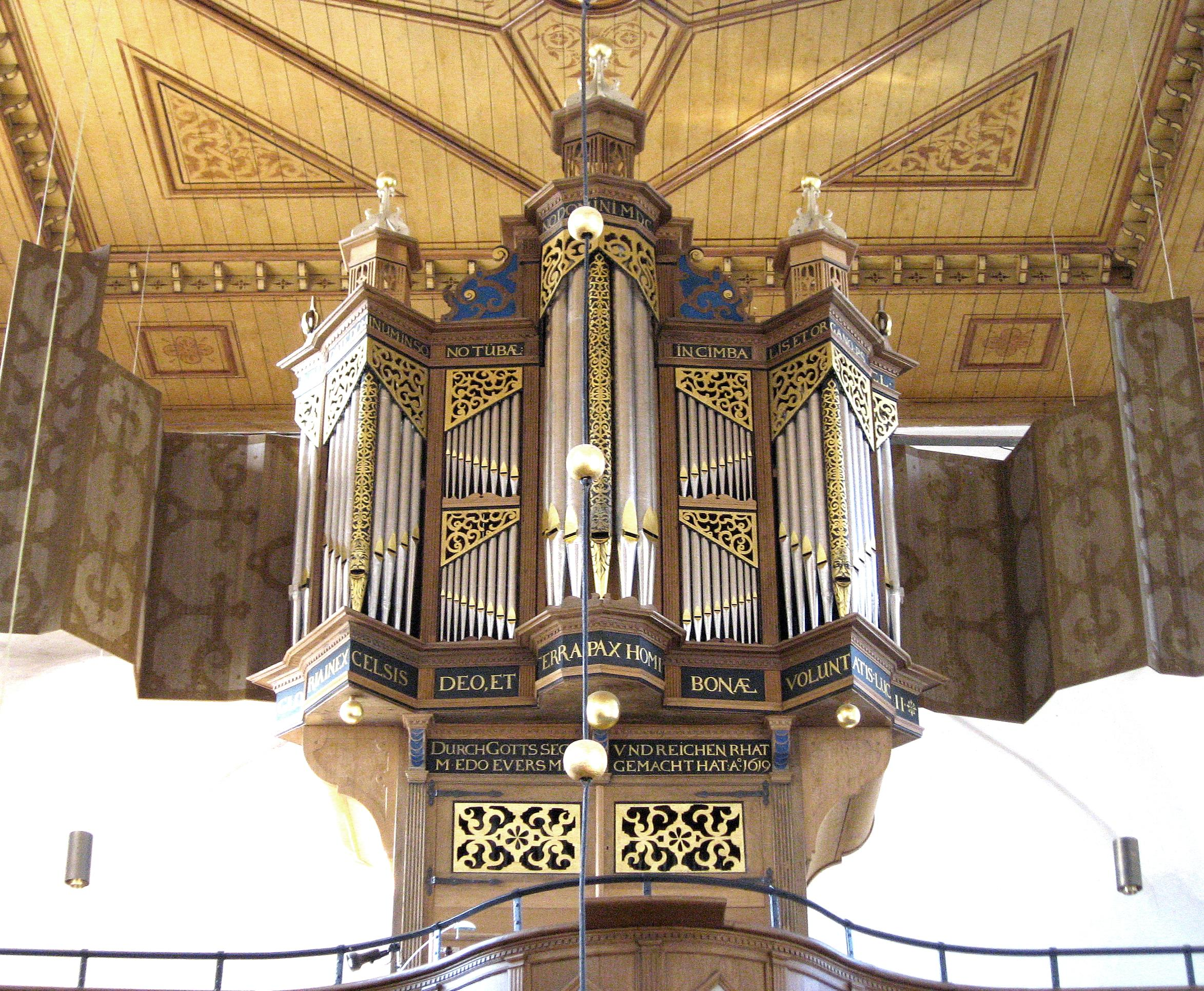
Orgel der Warnfried-Kirche (Osteel) von Edo Evers (1619)
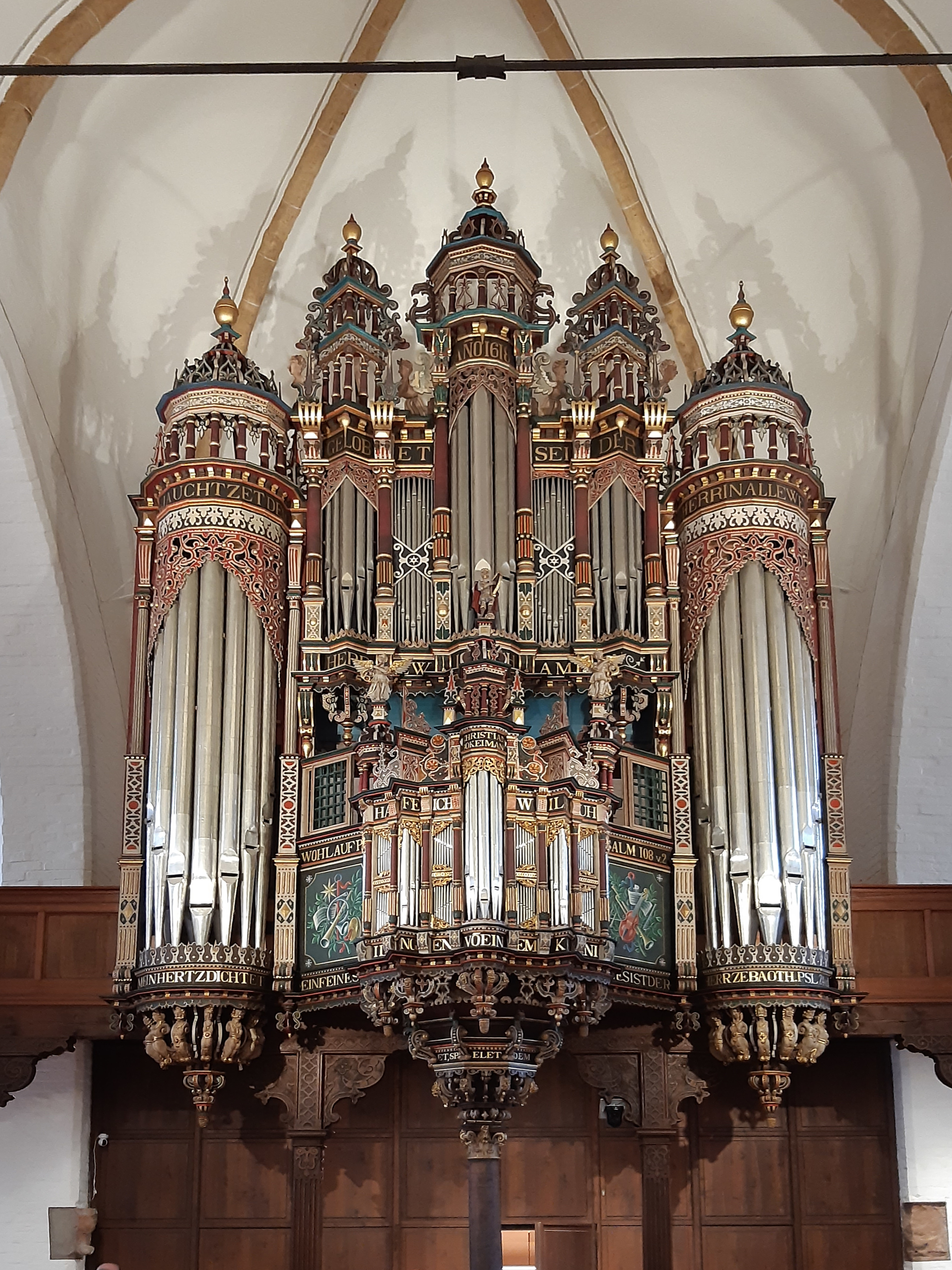
Norddeutscher Prospekt der ausgehenden Renaissance (1619, St. Martini, Bremen)
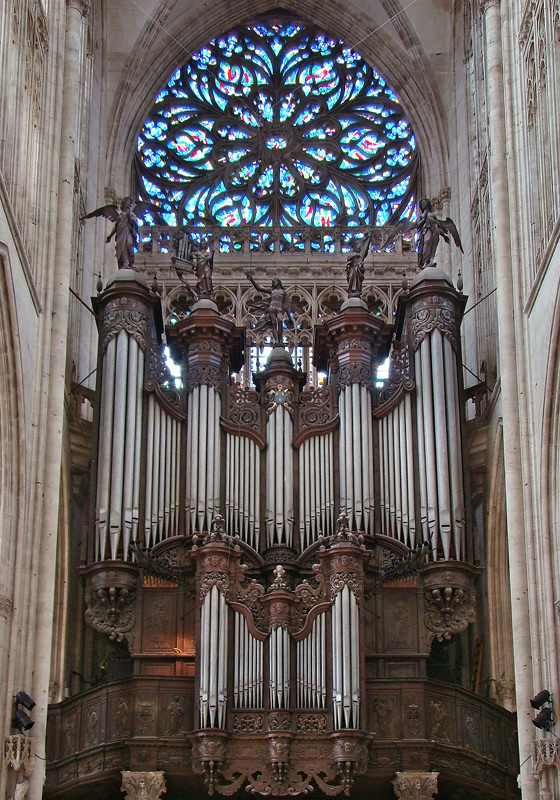
Prospekt des Manierismus in St-Ouen (Rouen), 1629 von Crespin Carlier

### Barock
In der Zeit des Barocks spiegelt sich oft der Werkaufbau der Orgel im Prospekt wider (vgl. Hamburger Prospekt), es lässt sich aus der Prospektgliederung ablesen, wie viele Teilwerke (Manuale und Pedal) eine Orgel hat. Der barocke Prospektbau ist geprägt von einer strengen Symmetrie. Die Gestaltung unterschied sich regional sehr stark: Norddeutsche Hansestädte etwa konnten sich große Orgelwerke und somit auch große und aufwendige Prospekte leisten, in denen ein offenes Prinzipalregister 16 Fuß sehr häufig in voller Ausführung zu finden ist. Im südlicheren Deutschland waren 16'-Prinzipale im Prospekt seltener. Barocke Prospekte wurden oft äußerst prächtig mit musizierenden Figuren, Engeln, vielen Goldleisten, vergoldeten Schleierbrettern, Säulen, Ornamenten verziert, in Süddeutschland als Marmor bemalt oder sogar mit Stuckmarmor verkleidet. Je nach Region, nach Finanzlage der Gemeinde und Konfession gab es durchaus auch recht schlichte Prospekte. In manchen Regionen war das Holz lediglich einfarbig bemalt, in evangelisch reformierten Kirchen wurde der Prospekt wie auch die übrige Raumausstattung insgesamt schlicht gehalten.
Bis etwa ins 19. Jahrhundert wurde der Prospekt nicht vom Orgelbauer erstellt, sondern von einem Kunstschreiner, was mitunter zu erheblichen Schwierigkeiten führte, wenn die Absprachen (vor allem bezüglich der Abmessungen) nicht genau genug waren.
Die Prospektpfeifen wurden zunächst vor allem in Rund- und Spitztürmen sowie Flachfeldern angeordnet. Im Spätbarock wurde die Gliederung – auch abhängig von Orgelbauer und Region- weniger kleinteilig, und es kamen gewölbte Pfeifenfelder und geschwungene Formen auf, wie es zum Beispiel für Silbermann-Orgeln typisch ist. Im nördlichen Deutschland (und vor allem in der Früh- und Hochbarockzeit) war ein Rückpositiv, ein Teilwerk, das der Organist im Rücken hat, sehr beliebt. Neben bestimmten klanglichen Vorteilen erforderte ein Rückpositiv eine komplizierte Mechanik (in manchen Fällen befinden sich daher die Registerzüge dieses Teilwerks direkt im Rückpositivgehäuse, also im Rücken des Organisten), außerdem kann der Organist weder Pfarrer noch Gemeinde sehen noch bei Konzerten gesehen werden. In Süddeutschland und Sachsen wurde ein Rückpositiv generell selten realisiert, ab der Spätbarockzeit setzte sich dieser Trend generell durch. Auf der iberischen Halbinsel wird der Prospekt von den langbechrigen Horizontalzungenpfeifen (Spanische Trompeten) geprägt.
Alleine schon auf Grund ihrer Größe fanden die Orgeln in der Barockzeit nun ihren Aufstellungsort fast immer auf der Westempore. Dennoch waren sie in architektonischer Hinsicht in aller Regel ein zusätzliches Ausstattungsstück von eigenem Wert. Orgeln, die sich den gegebenen Raumbedingungen auch in ihrem Aussehen anpassten – wie zum Beispiel im Kloster Weingarten – waren die absolute Ausnahme.

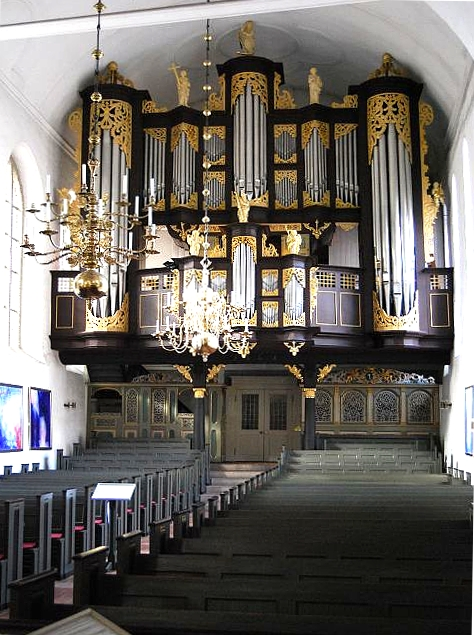
Norddeutscher Barockprospekt von 1688 in Stade, St. Cosmae
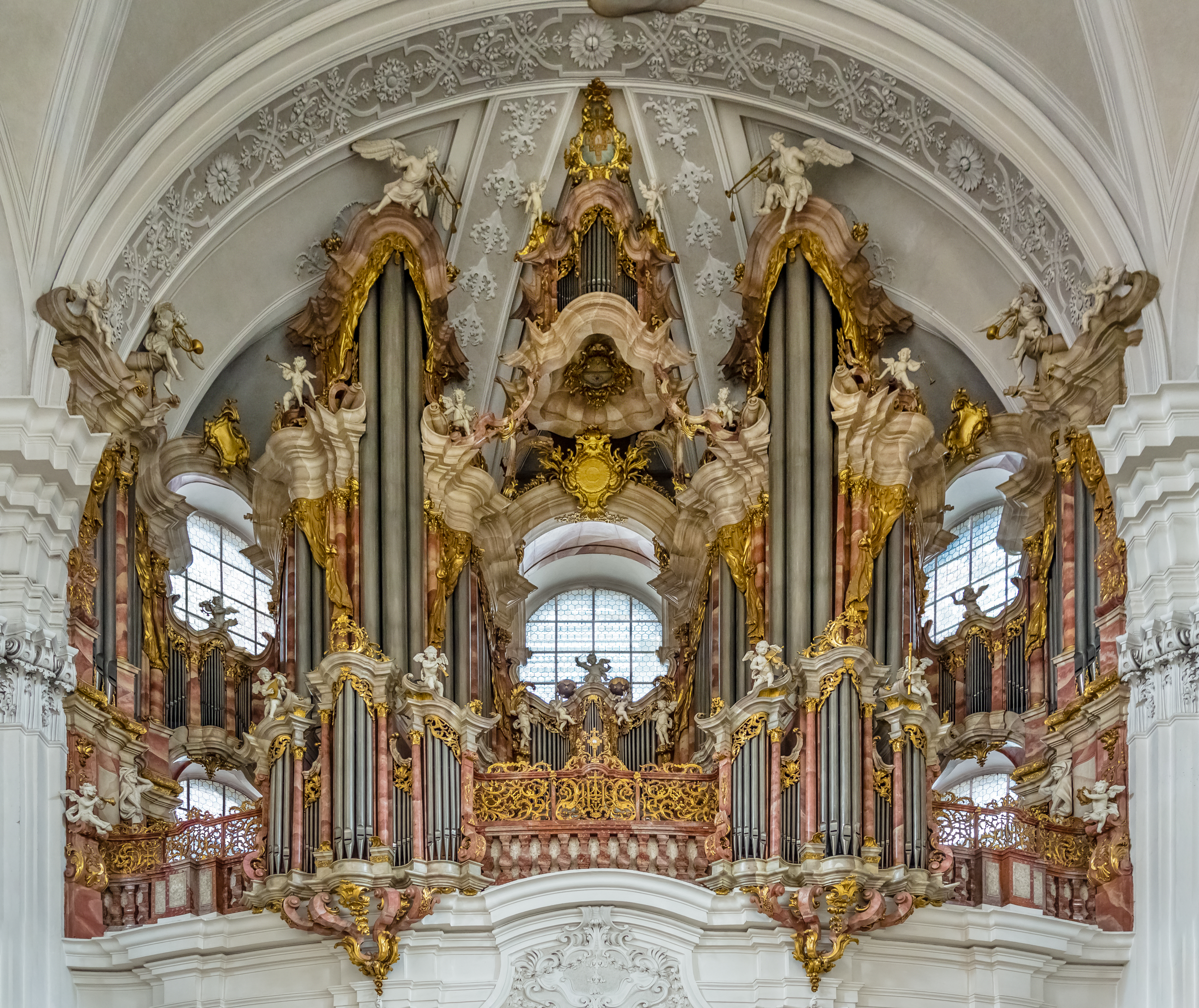
Süddeutscher Barockprospekt von 1750 (Gabler-Orgel der Basilika Weingarten)
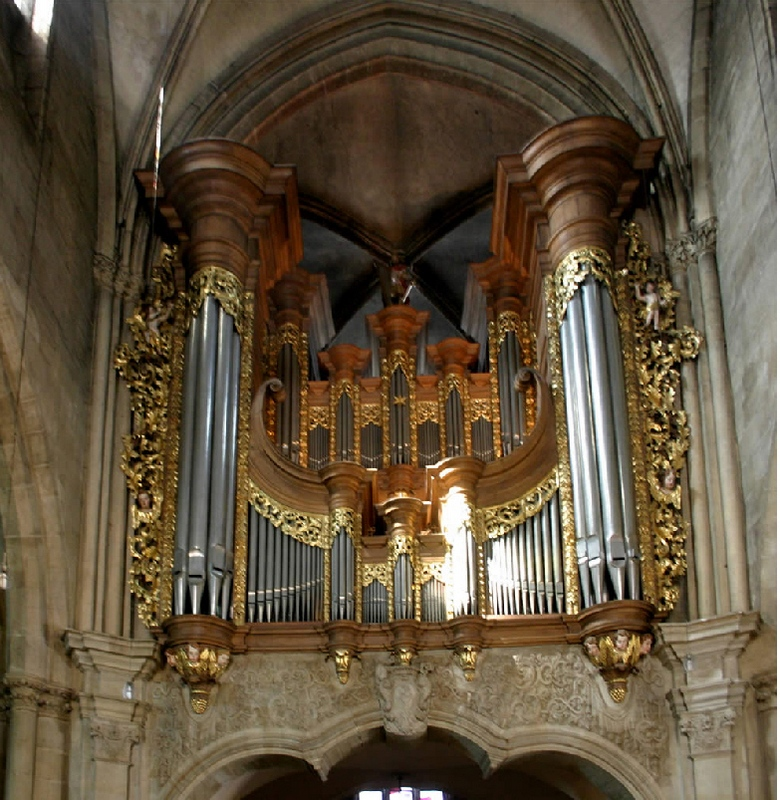
Barockprospekt in Südwestdeutschland von Roman Benedikt Nollet (1736) in der Abteikirche Tholey
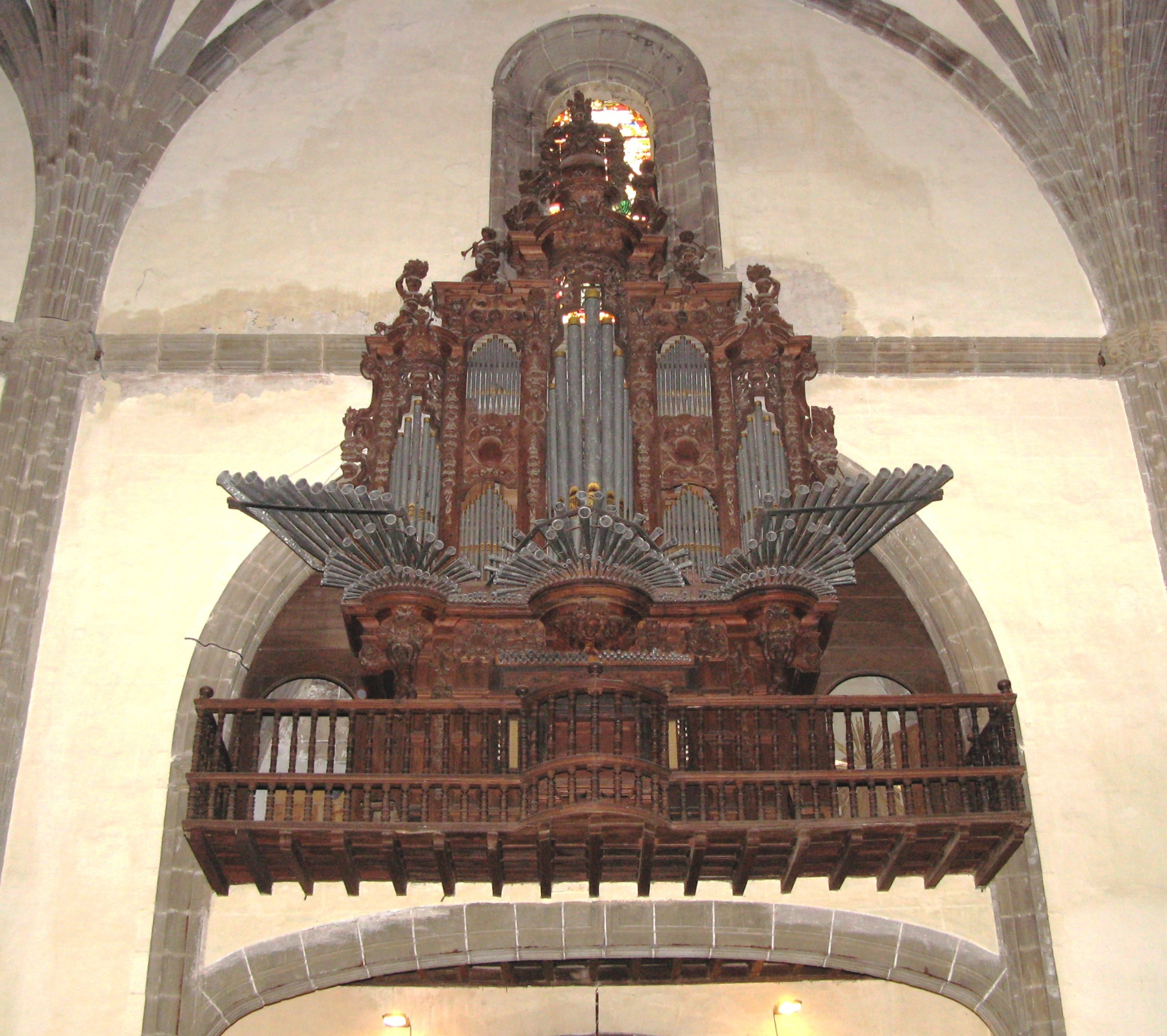
Spanischer Barockprospekt (Iglesia de la Candelaria in Zafra)
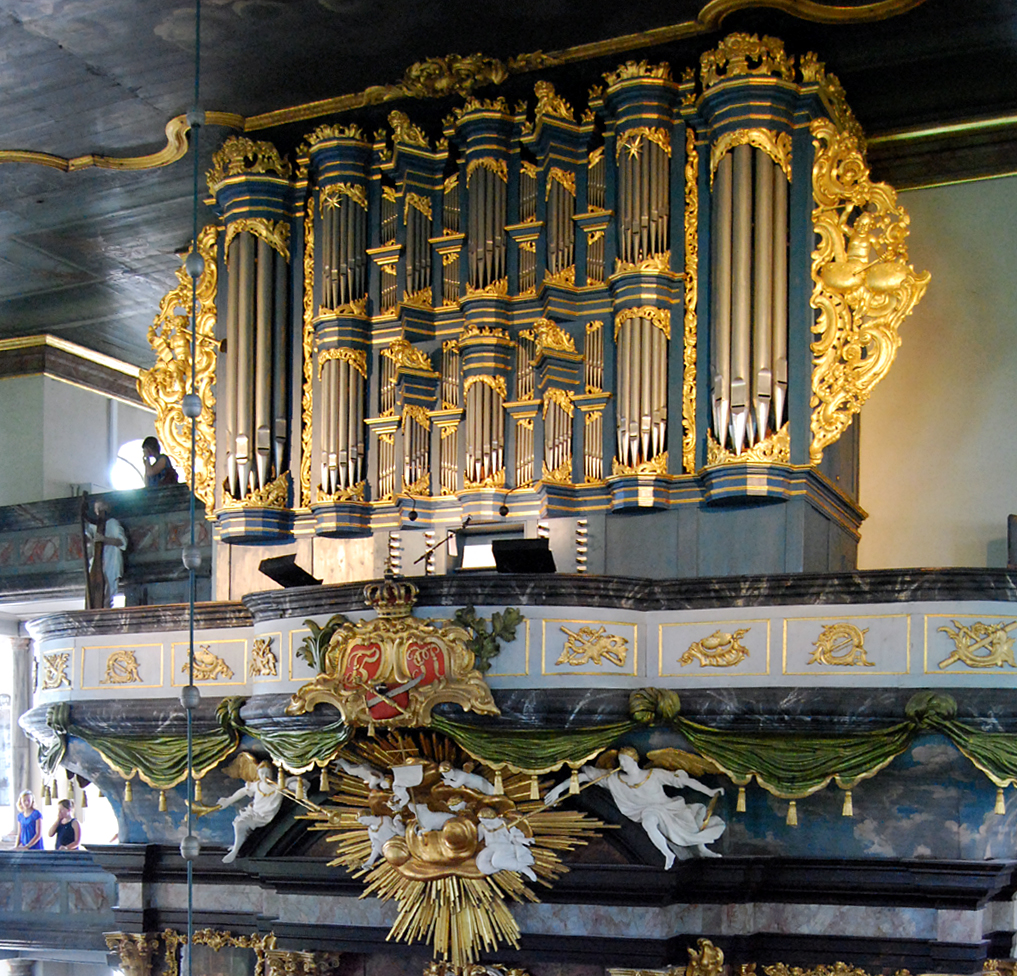
Elf-achsiger Prospekt (1765) im norwegischen Kongsberg
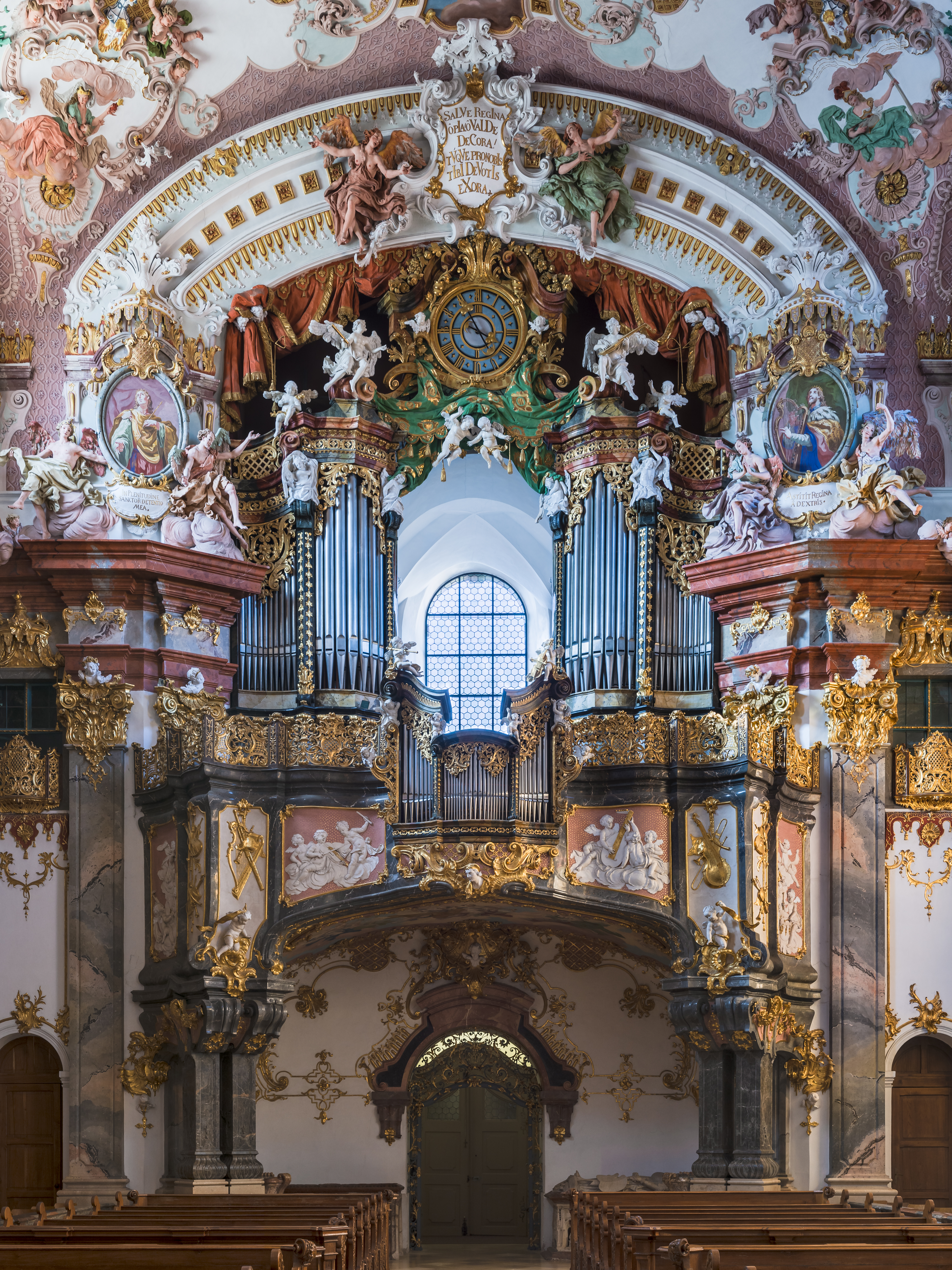
Rokoko-Prospekt Stift Wilhering

### Klassizismus
Anders als in den zurückliegenden Epochen lässt sich etwa 1750 aus mehreren Gründen zunächst kein konkreter zeittypischer Prospekttyp beschreiben. Die Institution Kirche verlor seit der Aufklärung erstmals an Bedeutung, das spiegelte sich auch im Orgelbau wider. Außerdem setzten mit der Zeit immer stärkere Bestrebungen ein, Orgeln zu einem leicht und preiswert zu produzierenden Industrieprodukt zu machen. Erste Schritte dorthin wurden u. a. durch J. G. Vogler mit seiner „Simplifizierung“ getan.
Somit entwickelte sich die Barockorgel zunächst langsam aber stetig weiter. Rückpositive wurden generell nicht mehr gebaut. Werke, die diesem in der Disposition als größtes Nebenwerk entsprachen, fanden oft ihre praktische Umsetzung als nicht sichtbares Hinterwerk. Das Orgelgehäuse war (optisch wie statisch) keine Auf- und Nebeneinanderstellung der einzelnen Teilwerke mehr, sondern wurde zu einem einzigen Gehäuse, aus dessen Gestaltung keine Rückschlüsse mehr auf die Teilwerke zu ziehen waren. Folglich gab es auch oft keine kleingliedrigen Pfeifenfelder mehr, ebenso kaum noch Spitz- oder Rundtürme. Die Prospekte waren üblicherweise fast oder gänzlich flach und oftmals nur mit größeren Pfeifen bestückt, die zunehmend als stumme Pfeifen ausgeführt wurden. Diese waren einerseits einfach herzustellen, oft fehlte ihnen sogar der Kern. Außerdem konnten stumme Pfeifen ausschließlich nach optischen Gesichtspunkten hergestellt und aufgestellt werden, ohne bestimmte Längenverhältnisse berücksichtigen zu müssen, ferner ohne auf möglichst kurze Verbindungen für die Versorgung mit Spielwind achten zu müssen. Besonders im südlichen Deutschland setzen sich seitliche große Harfenfelder durch, hinter denen in der Regel die Laden des Pedalwerks aufgestellt wurden. Die Prospekte waren auch in ihrer künstlerischen Gestaltung deutlich schlichter, vergoldete Verzierungen, Schleierbretter und Figuren fanden keine Anwendung mehr oder nur in sehr reduzierter Zahl und einfacher Ausführung. Obgleich – anders als in früheren Zeiten – das innere Orgelwerk nicht mehr weitestgehend symmetrisch aufgebaut war, ist eine symmetrische Prospektgestaltung aber noch an der Tagesordnung gewesen, denn durch Verwendung stummer Prospektpfeifen ergaben sich selbst dann keine Einschränkungen für eine symmetrische Aufstellung, wenn das innere Pfeifenwerk immer öfter chromatisch aufgestellt war.
Während sich Prospektgestaltung zunächst als immer weiter getriebene pragmatische Vereinfachung früher Formen erklärte, kamen später immer öfter klassizistische Anspielungen auf. Für die Gestaltung galt dann grundlegend auch alles zuvor Beschriebene, die seitlichen Rahmenbretter der Pfeifenfelder waren nun aber öfters in der Form antiker griechischer Säulen mit Kannelierungen und Kapitellen gestaltet.

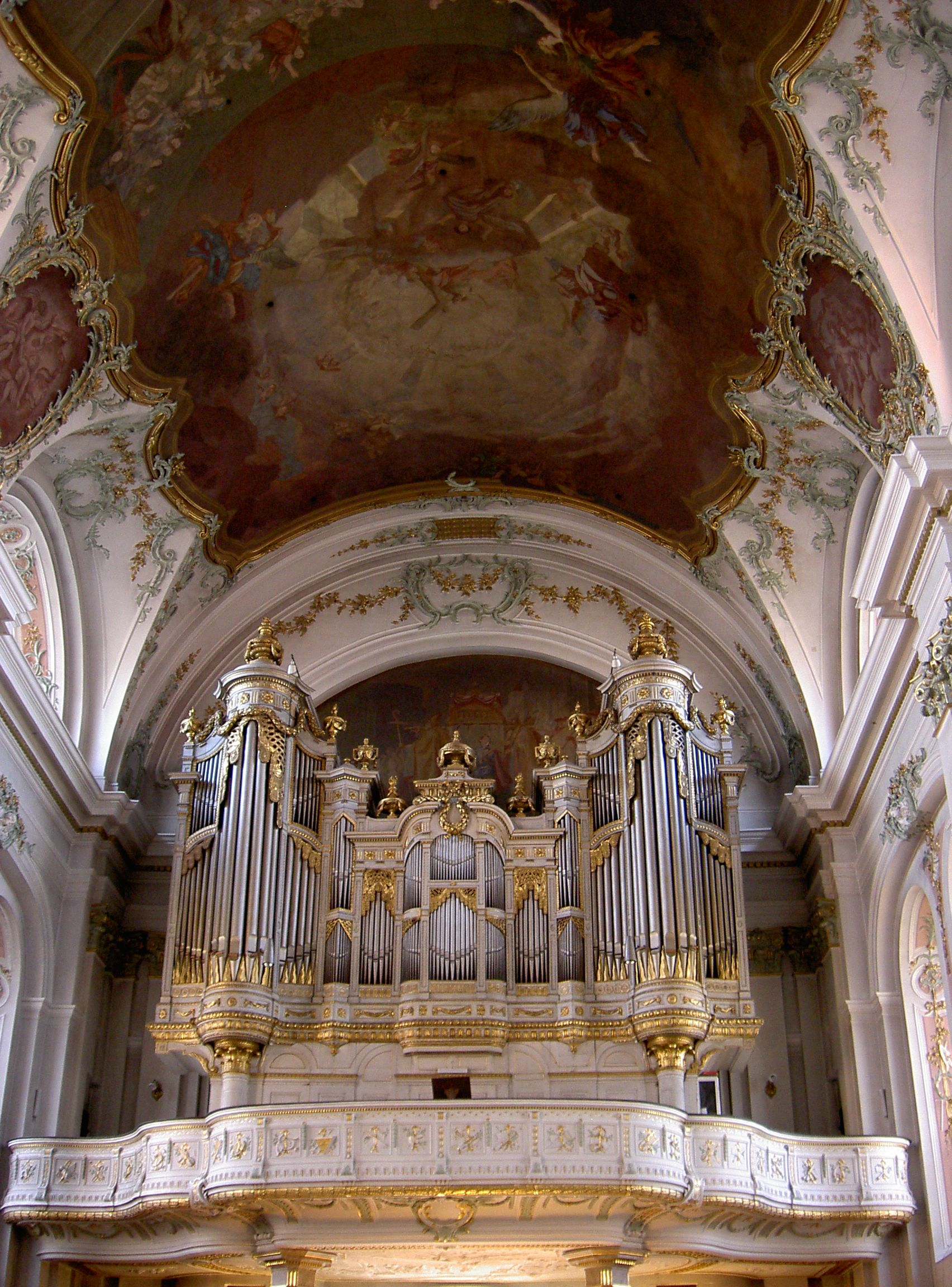
Frühklassizistischer Prospekt in St. Ignaz, Mainz (1781)
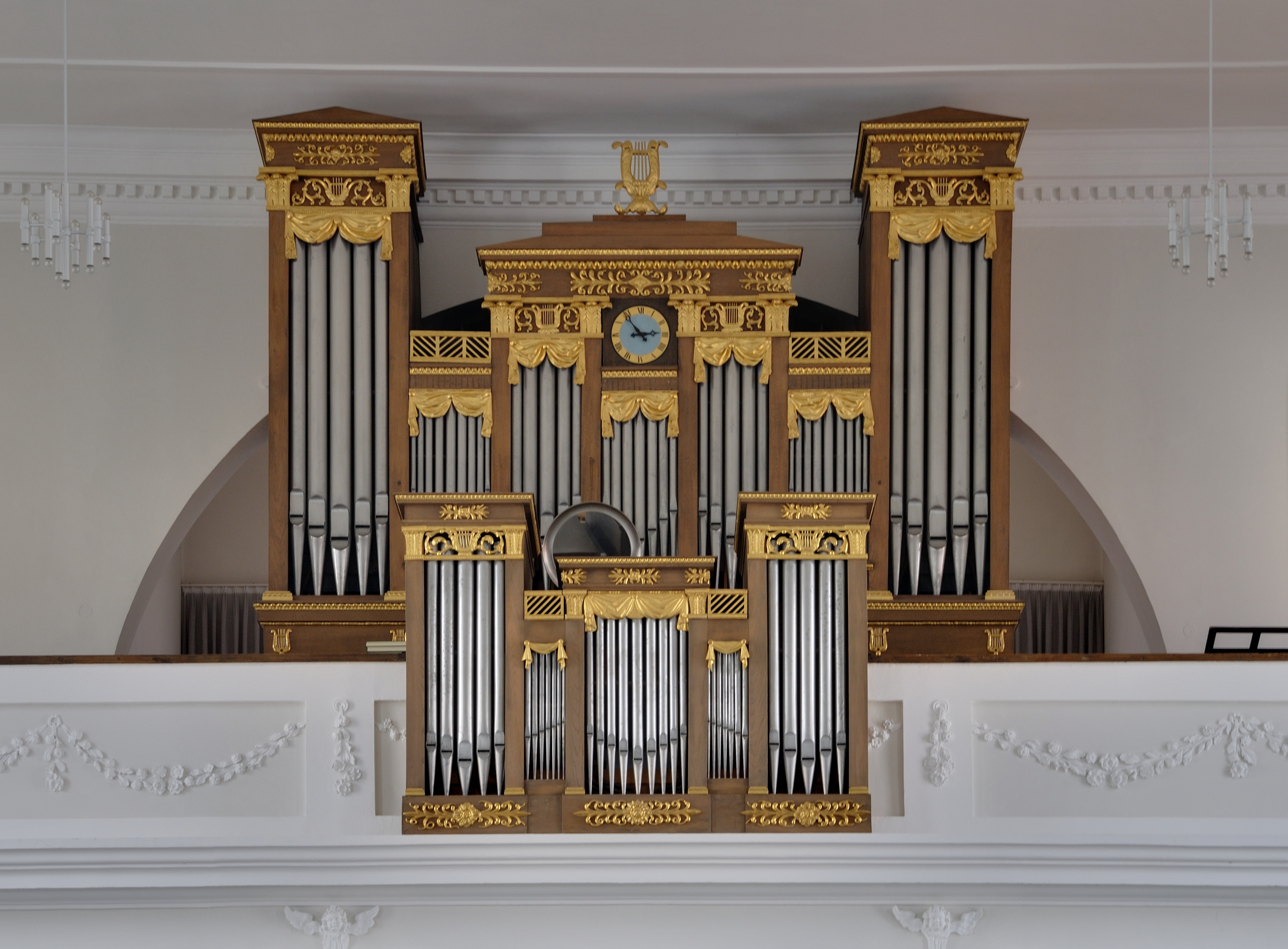
Orgelprospekt von Jodokus Wilhelm in St. Fridolin (Lörrach) (1829) mit antikischen Zierelementen
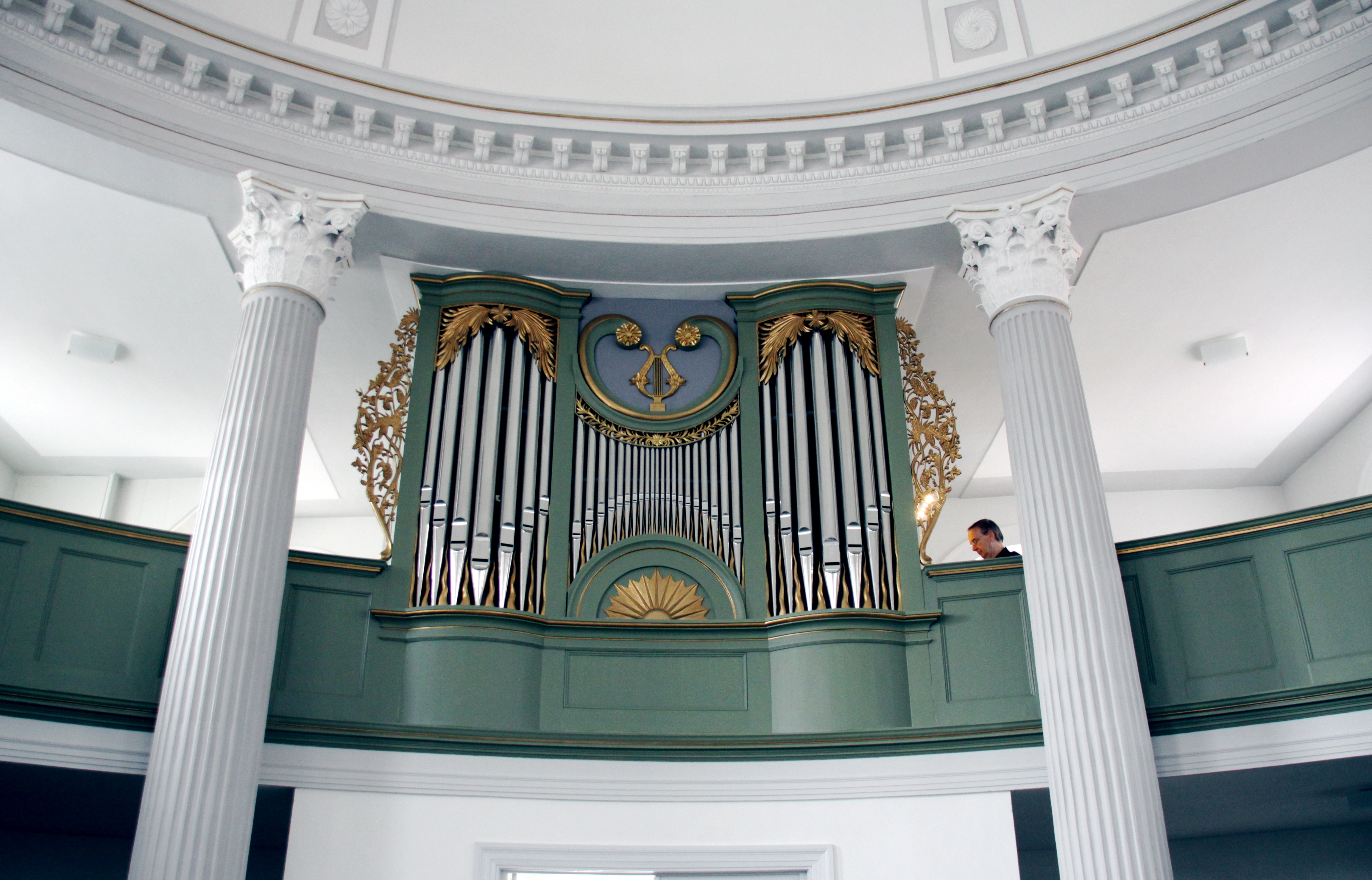
Orgel von Gerd Sieben Janssen in der Auricher Ref. Kirche (1838)
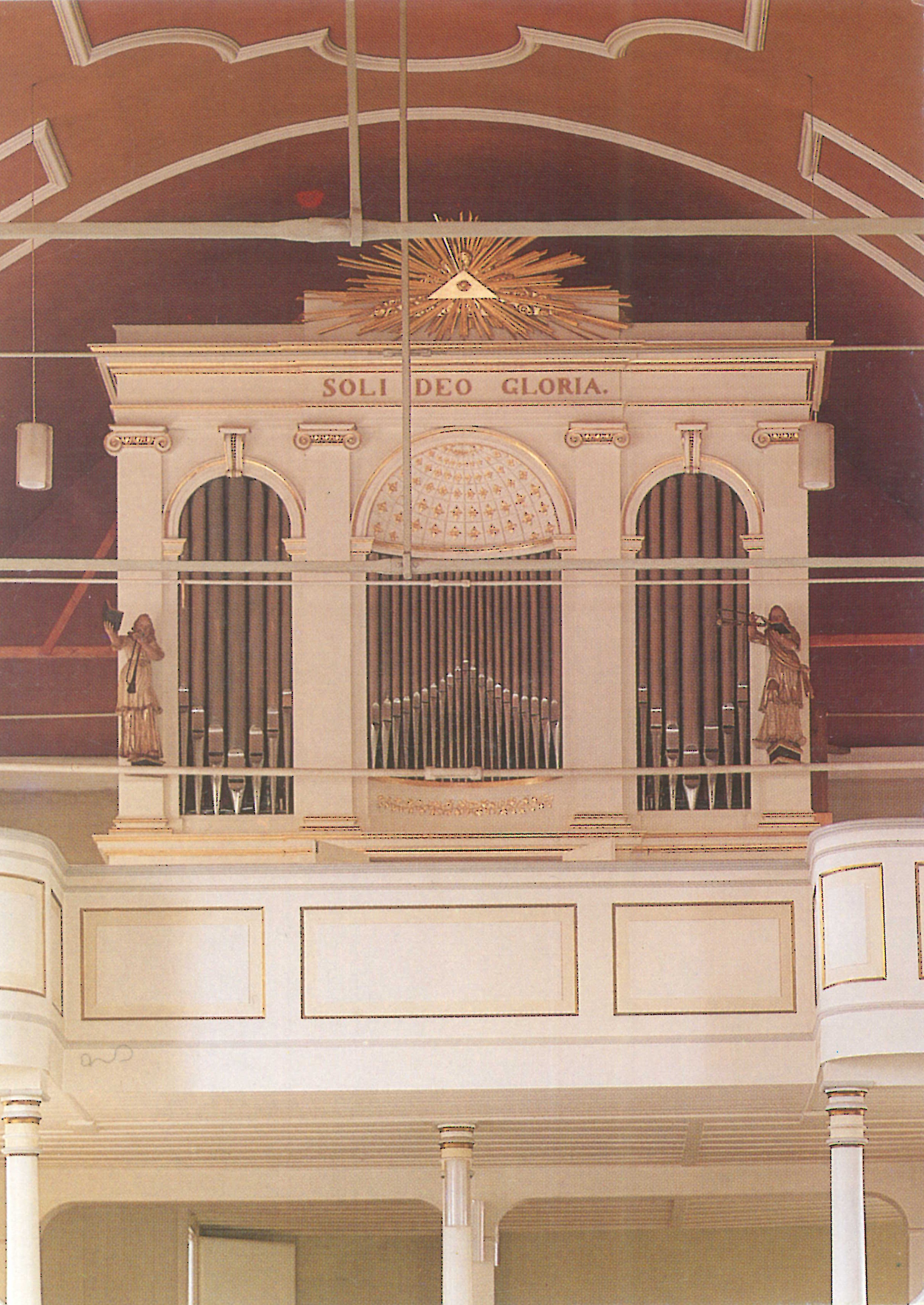
Orgel in Osterode von Johann Andreas Engelhardt (1841)

### Romantik
Auch für die Romantik ist zunächst nicht ein allgemeingültiger Prospekttyp kennzeichnend, dieses aus ganz verschiedenen Gründen: Während die musikalische Romantik etwas später als in der bildenden Kunst und der Literatur auszumachen ist, gilt dieses in der Musik für den Orgelbau noch einmal. Bei Orgeln der eigentlichen romantischen Epoche, also vor 1850, lassen sich bei Disposition und Bauweise (speziell die Traktur betreffend), oft noch Überreste barocker Grundsätze erkennen. Bis in klanglicher Hinsicht der romantische Orgeltyp (extrem viele Register in tiefen Lagen, diverse Koppeln) seinen Höhepunkt erreicht und bei Orgelneubauten Maß der Dinge war, dauerte es noch bis über die Jahrhundertwende hinweg.
Darüber hinaus gab es mit der Zeit eine stilistische Dreiteilung im Orgelbau. Das Klangbild orientierte sich – weit über die Epoche der eigentlichen Romantik hinaus – immer mehr an romantischen Klangidealen. In technischer Hinsicht galt eine extreme Technikbegeisterung. Quasi der gesamte technische Aufbau (Windlade, Traktur) wurde mit Hilfe damals moderner technischer Möglichkeiten neu entwickelt und diente in mancher Hinsicht zur Verwirklichung romantischer Klangvorstellung (Einbau diverser Sub- und Superoktavkoppeln). Die Prospektgestaltung hingegen orientierte sich in keiner Weise mehr an dem dahinter stehenden Orgelwerk. Immer öfter entsprachen Orgelprospekte dem neogotischen Stil. Erste in dieser Hinsicht inspirierte Prospektentwürfe sind schon in der Mitte jenes Jahrhunderts zu verzeichnen (zum Beispiel Walcker-Orgel, Markgröningen). Spätestens ab den Gründerjahren wurden neogotische Orgelprospekte zur Regel. Nun wurden zahlreiche neue Kirchengebäude im neogotischen Stil errichtet, welche einen stilistisch stimmigen Orgelprospekt erhalten sollten. Bei Orgelneubauten in älteren Kirchengebäuden wurden jedoch historische Prospekte nicht selten übernommen, was aber nicht immer mit einer Wertschätzung zusammenhing, sondern oft schlicht finanzielle Gründe hatte.
Die neuen technischen Möglichkeiten (Pneumatik) ermöglichten es jedoch, die Orgel unkompliziert in mehrere Teile aufzuteilen und den Spieltisch nochmals getrennt aufzustellen. Öfters erhielten neu errichtete Kirchengebäude in der Westwand eine Rosette, fast immer waren die Orgeln dann zweigeteilt beidseits der Rosette aufgestellt. Im Gegensatz zur Barockzeit ist damit ein Paradigmenwechsel zu erkennen, neben dem Stil des Prospekts mussten sich auch die äußere Größe und der genaue Standort der Orgel den Vorgaben des Gebäudes strikt unterordnen.
Die Prospekte waren meist aus dunklem Holz gefertigt und mit Schnitzereien verziert. Beherrschende Elemente waren Flachfelder, die oft von Schleierbrettern in Form von Spitzbögen begrenzt wurden. Neugotische Prospekte waren fast immer oben offen, sodass sich der füllige Klang der romantischen Orgeln gut ausbreiten kann.
Damit hat die fließende Entwicklung zum Freipfeifenprospekt begonnen, bei dem oberhalb eines Sockels (dem Unterbau der Orgel) letztlich keinerlei Holzleisten und Verzierungen mehr verbaut wurden und ausschließlich Pfeifen zu sehen waren. Auf dem Weg dorthin gab es beispielsweise Prospekte, die sich einerseits in ihren Verzierungen einer neugotischen Formensprache bedienten, deren Pfeifen aber in augenfälligem Ausmaß nur noch vertikal durch breitere Rahmenbretter gegliedert wurden. Die horizontalen Gliederungselemente fielen hingegen sehr viel dezenter aus.
Noch immer waren die Prospekte aber in aller Regel symmetrisch gestaltet. Die dahinter befindlichen Teilwerke der Orgel hingegen standen oft unsymmetrisch.

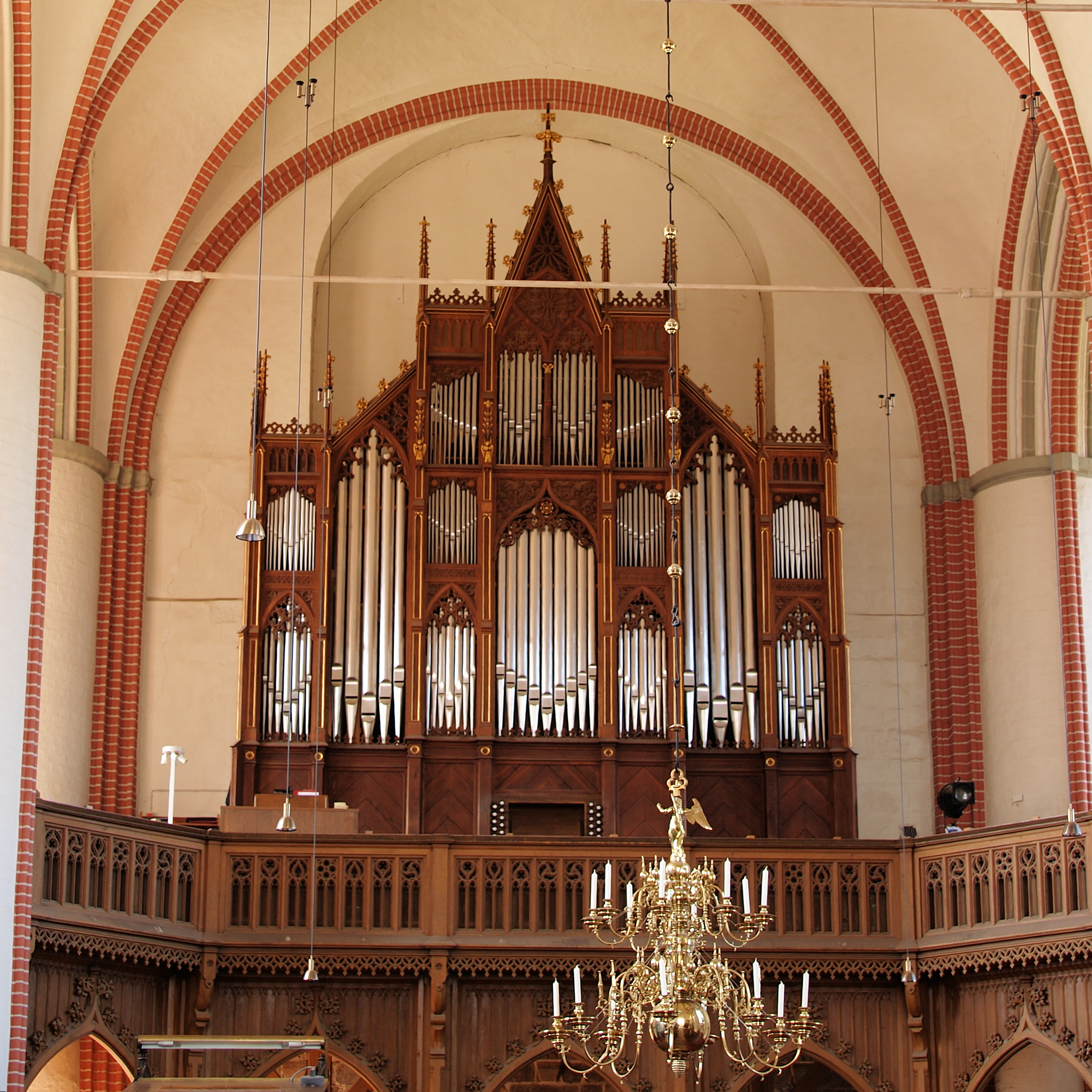
Neugotisches Gehäuse (1867) im Dom zu Bardowick
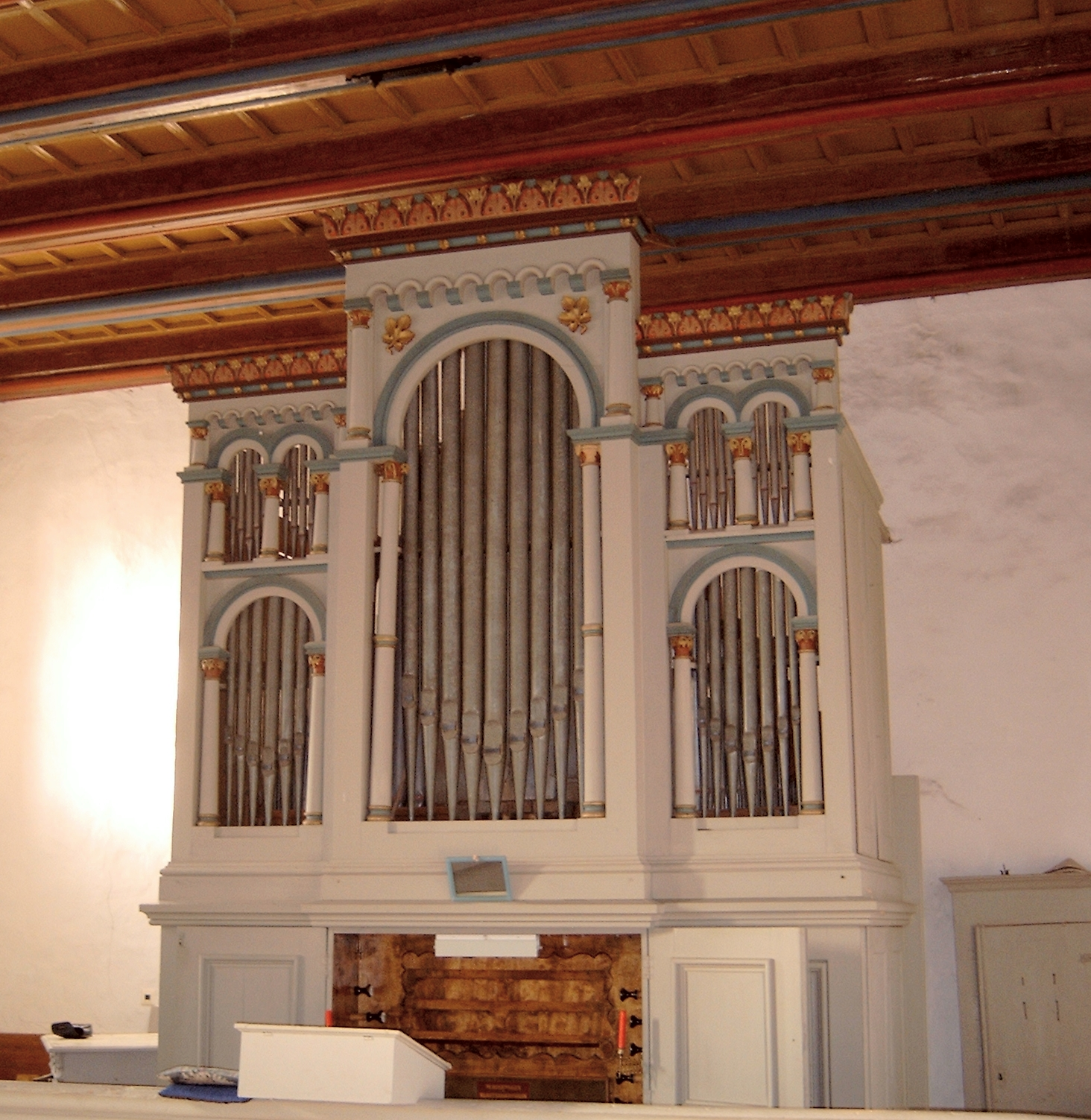
Neoromanischer Prospekt (1873) in Steinbach (Bad Bibra), Margaretenkirche
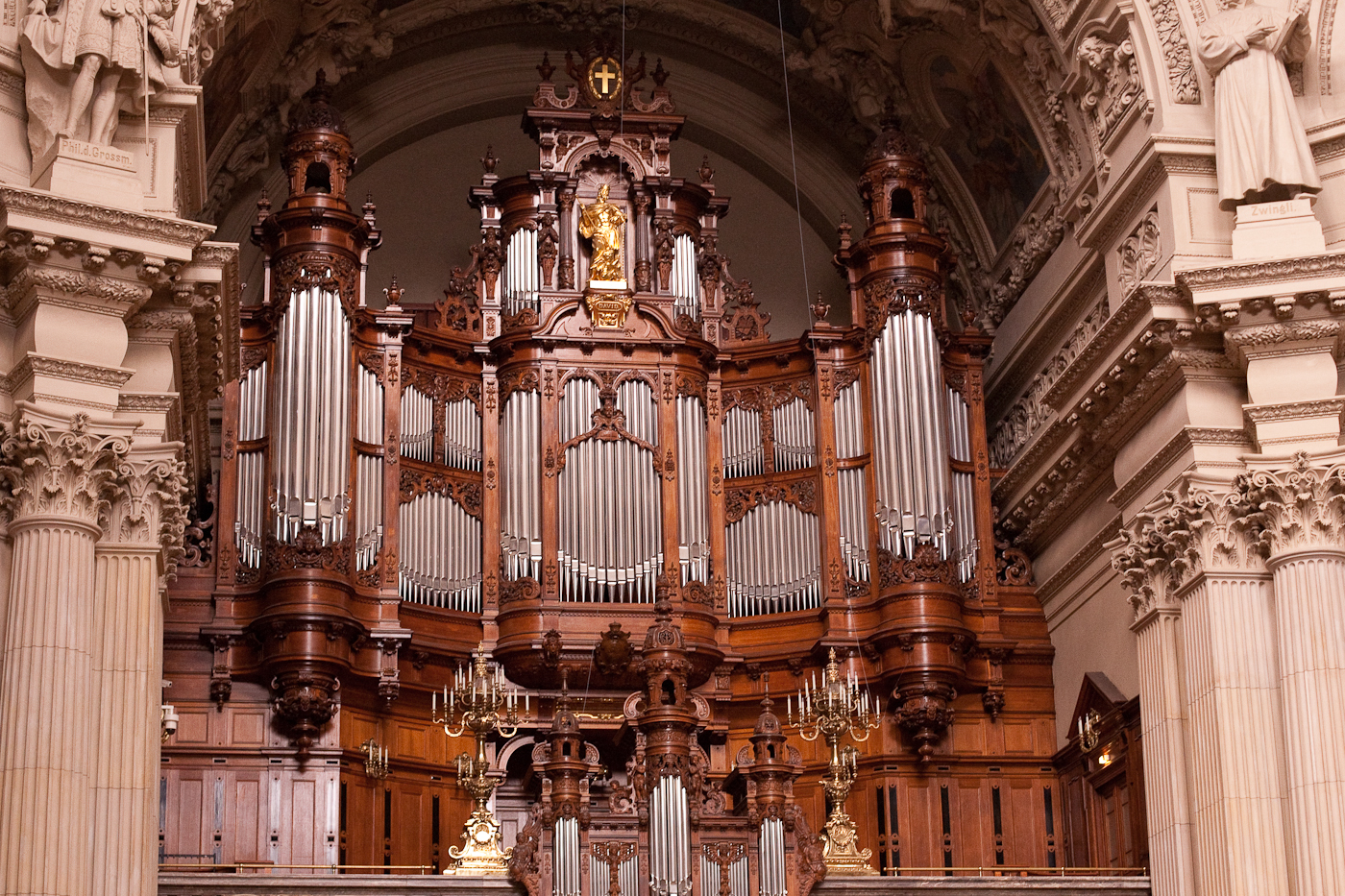
Prospekt des Bildhauers Richard Moest (1905) im Berliner Dom
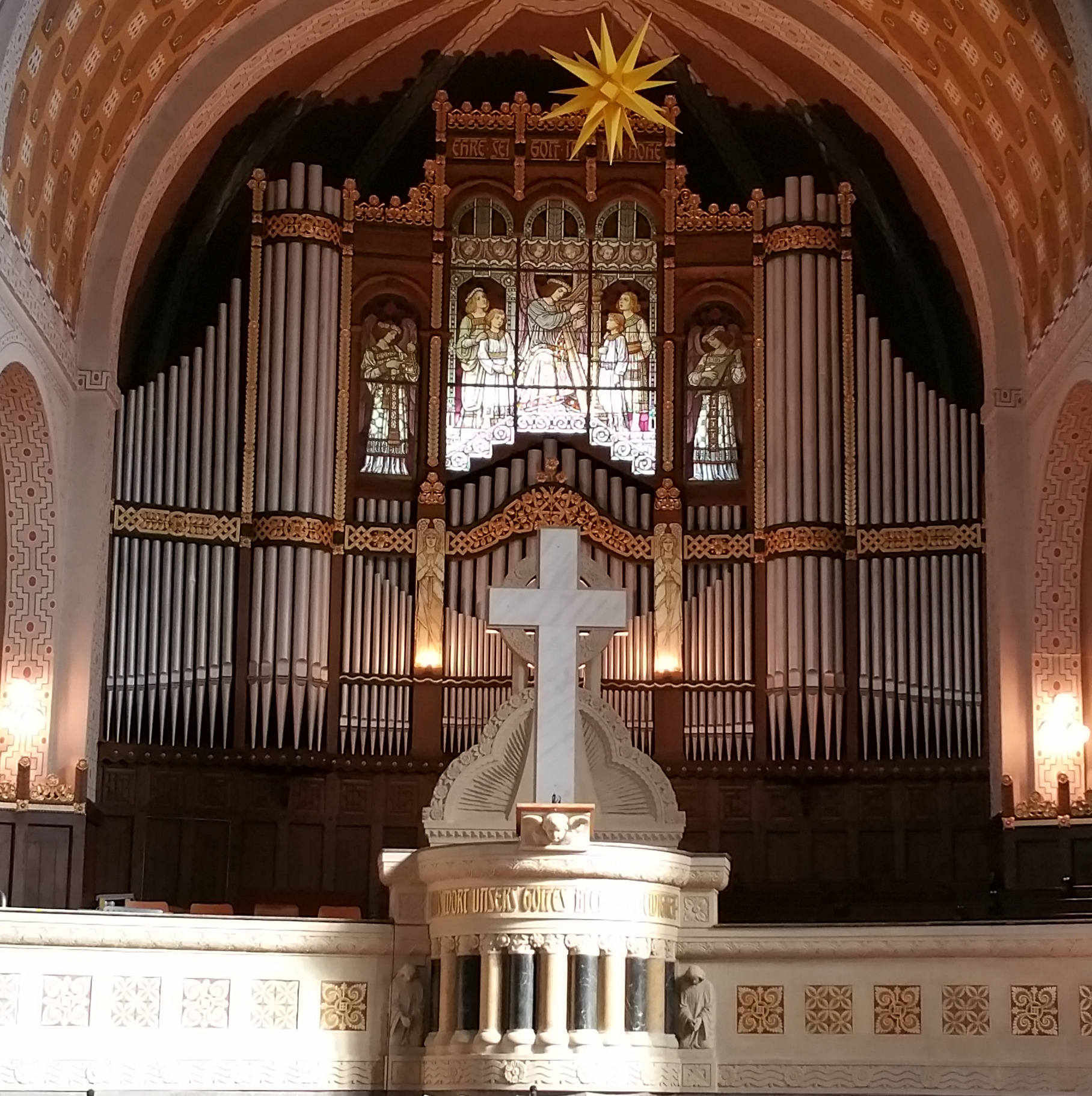
Jugendstilprospekt (1908) mit Glasfenster Immanuel-Kirche Marten

### Moderne
Wieder einmal geht die Prospektgestaltung in stilistischer Hinsicht eigene Wege. Schon Jugendstil, Impressionismus, Art déco wie auch die klassische Moderne haben im Orgelbau keine Impulse in der Art gesetzt, dass sich ein grundlegend neuer Prospekttyp entwickelt hätte. Als Ursache dafür können mehrere Gründe gesehen werden. Obgleich sich im Orgelbau allgemein bzw. konkret den technischen Bereich betreffend große Änderungen durchgesetzt haben (elektrische Traktur), ergaben sich daraus keine zwangsläufigen Auswirkungen für das Aussehen. Die stilistische Eigenständigkeit von Klang, Technik und Aussehen (siehe oben, Romantik) war noch immer die Regel. Außerdem hatten sich inzwischen große Orgelbaufirmen gegründet (zum Beispiel Walcker, Furtwängler bzw. Furtwängler und Hammer), die über Generationen hinweg eine überregionale Bedeutung hatten und damit auch eigene Maßstäbe setzen.
Soweit es bezüglich der Prospektgestaltung dennoch neue Entwicklungen gab, kam in der ersten Hälfte des 20. Jahrhunderts der sogenannte „Freipfeifenprospekt“ immer mehr in Mode. Hierbei wird auf eine sichtbare Überdachung verzichtet, mitunter gibt es sogar überhaupt kein Gehäuse und die Pfeifen stehen (bis auf die im Schwellkasten) völlig frei und damit natürlich auch ungeschützt im Raum. Man stellte neben offene Prinzipale auch Gedackte, Rohrgedackte oder konische Zungenpfeifen in den Prospekt und zeigte auch außergewöhnliche Materialien wie Kupfer oder Holz. Anstelle aufwendiger Gehäuseschnitzereien oder Schleierbretter wurden die Pfeifen mit ihren Verläufen selbst zum Ornament. Auch die bislang oft selbstverständliche Symmetrie der Anlagen wurde mitunter aufgegeben. Derart gestaltete Orgeln findet man noch bis in die 1950er und 1960er Jahre hinein. Danach kamen sie immer mehr in Verachtung. Wegen der kalten Erscheinung und fehlender Ornamentik wurden und werden sie oft als fantasielos bezeichnet, vor allem, wenn ihnen alte aufwendig gearbeitete Prospekte weichen mussten.
1925 ging der Orgelbauer Hans Klais zusammen mit dem Architekten Carl Moritz noch einen Schritt weiter und verzichtete bei der Offenen Orgel für die Klosterkirche Knechtsteden völlig auf Gehäuse und Prospektpfeifen. Die Pfeifen standen, die hohen Register mit den kleinen Pfeifen vorne, die tieferen Register mit den längeren Pfeifen hinten, ansprechend mit einem symmetrischen Auf und Ab der Pfeifenlängen angeordnet, völlig frei auf dem geschlossenen Unterbau für die restlichen Teile. Bei der Orgel der St. John the Evangelist Church (Covington, Kentucky) finden sich als gestalterisches Element sogar gekröpfte Pfeifen die aufgrund der ausreichenden Raumhöhe überhaupt nicht notwendig wären.
Weitere stilistische Neuerungen in der Prospektgestaltung ließen Jahrzehnte auf sich warten. Schon fast zu Beginn jenes Jahrhunderts gab es zwar immer stärker werdende Bestrebungen, Orgelneubauten wieder stark an barocke Vorbilder anzulehnen. Allerdings betraf dieses ausschließlich das Klangbild. Sowohl Technik wie Aussehen betreffend wurden sie jedoch unverändert im Stil der Zeit gebaut. In gewissem Rahmen bremste dann zunächst die Weltwirtschaftskrise auch den Orgelbau. In der Zeit des Nationalsozialismus galten anfangs hingegen ganz eigene Ideale, da sogar der Orgelbau gleichgeschaltet wurde. Zu späteren Kriegszeiten waren Orgelneubauten – zumindest de jure – wegen Materialmangel sogar verboten. Obgleich infolge der Kriegsschäden viele Orgeln zu ersetzen waren, fehlten nach dem Krieg bis Ende der 1940er Jahre finanzielle und personelle Ressourcen, um in nennenswertem Rahmen Orgelneubauten zu errichten. In jenen Fällen, wo diese keine Probleme waren, scheiterten Neubauten anfangs an Materialmangel.
Erst ab Mitte der 1950er Jahre wurden in großem Rahmen Orgelneubauten errichtet. In klanglicher Hinsicht hatten sich ausschließlich neobarocke Vorbilder etabliert. In der groben Formensprache schlug sich dieses auch im Orgelbau nieder, da die Orgeln nun wieder werkgerecht aufgebaut waren und sehr oft auch wieder ein Rückpositiv erhielten. Allerdings fehlten in der feinen Formensprache jegliche barocke Entsprechungen. Es gab in der Regel keine Schleierbretter und Verzierungen und keine kostbaren Bemalungen und Vergoldungen. Die Pfeifen in den einzelnen Teilwerke waren oft chromatisch und somit nicht symmetrisch aufgestellt, entsprechend war oft auch die Anordnung der Teilwerke nicht selten asymmetrisch.
Sowohl im technischen Bereich des Orgelbaus wie auch beim Prospektbau wurden moderne Werkstoffe genutzt. Obgleich die Teilwerke wieder einzelne Gehäuse hatten, waren dieses oft nur „dünne Hüllen“ aus Sperrholz. Im Gegensatz zu echten Barockorgeln hatte der Prospekt keinerlei tragende Funktion, das Orgelwerk selbst stand auf einem Ständerwerk aus Holz oder Stahl.
In der Vergangenheit war es übliche Praxis, immer auch einmal neue Orgelwerke hinter ältere Prospekte aus einer anderen Epoche zu bauen. Vom Grundsatz her wurden aber keine neobarocken Orgeln hinter romantischen Prospekten gebaut. Entweder waren ältere Orgeln insgesamt abgängig und wurden gänzlich ersetzt. In anderen Fällen blieben sie – oft auf der Westempore – komplett erhalten, eine weitere neue neobarocke Orgel wurde an einem anderen Standort ergänzt (zum Beispiel Bremer Dom oder Dom zu Verden).

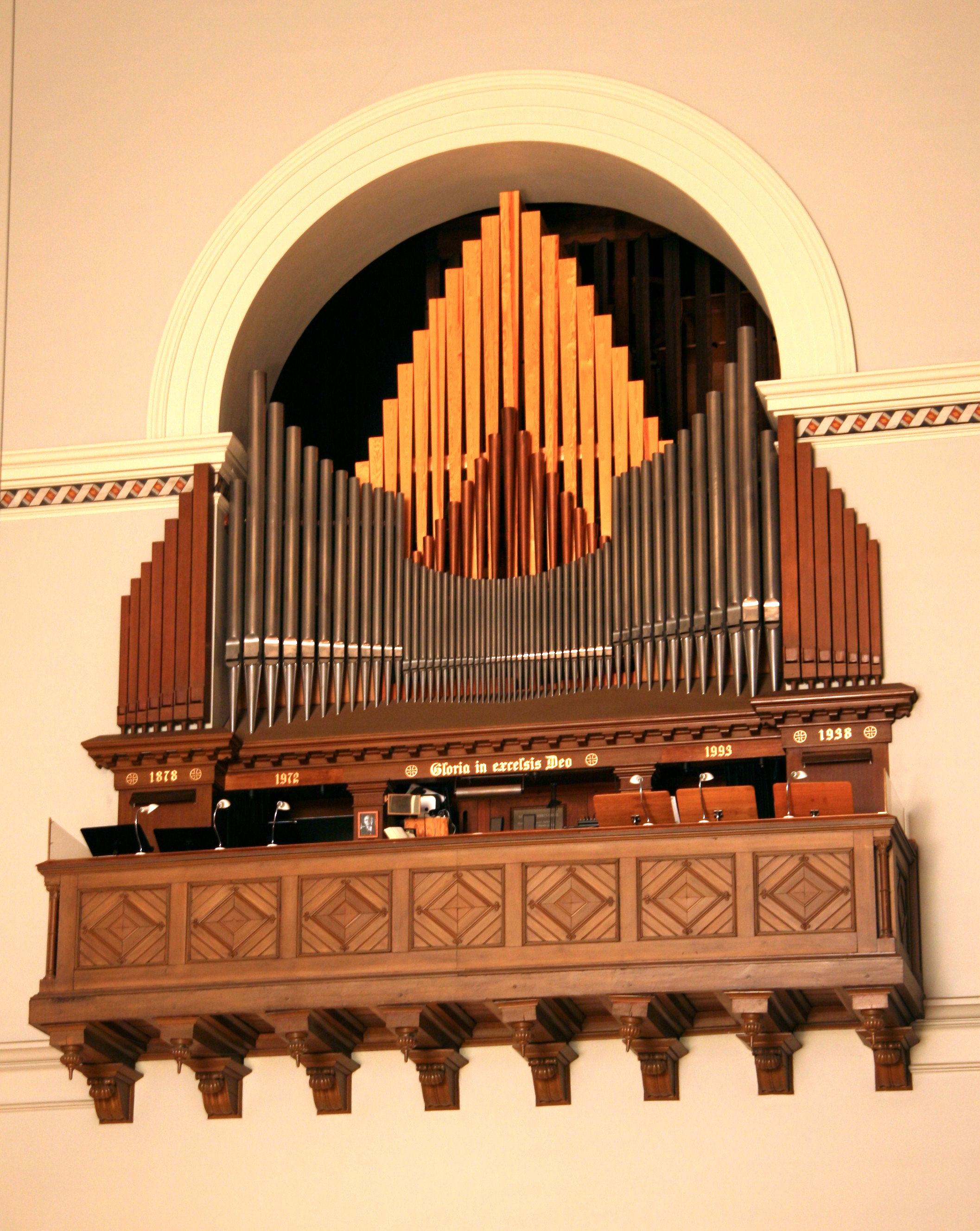
Freipfeifenprospekt (1938) in der Sankt Pauls Kirke in Kopenhagen
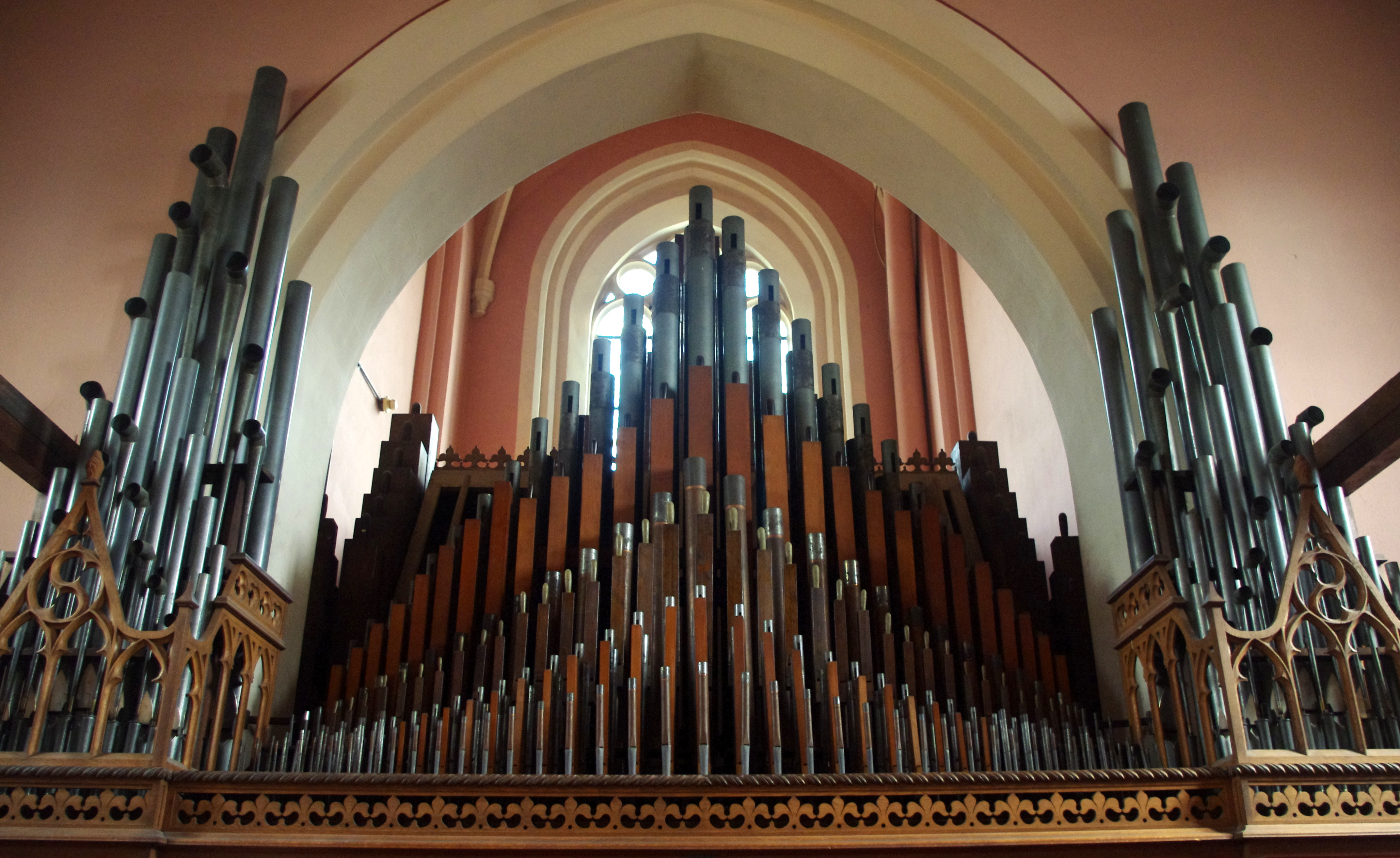
Offene Orgel ohne Prospektpfeifen (1934) in der St. John the Evangelist Church (Covington, Kentucky)
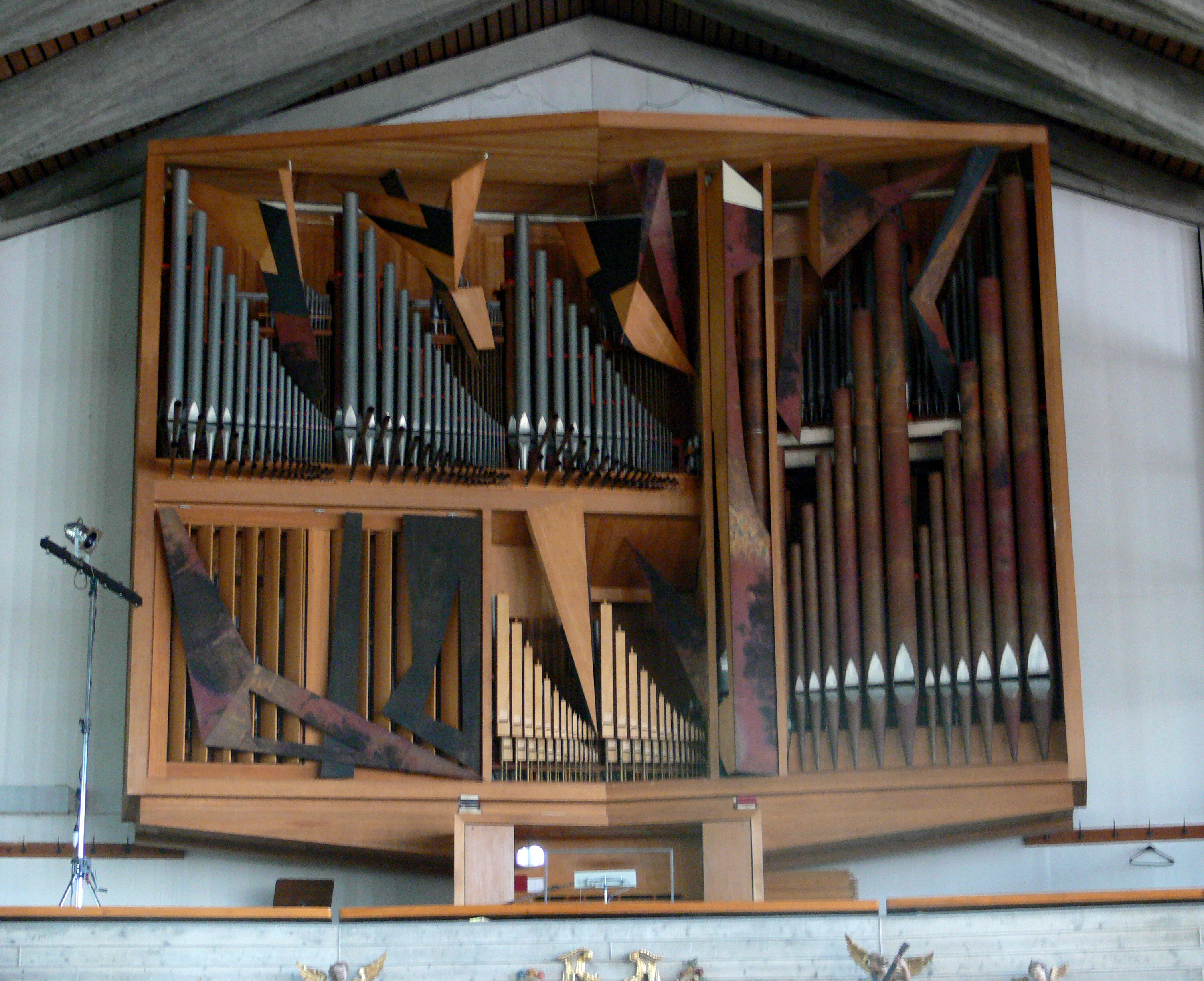
Orgelprospekt (1967) der Pfarrkirche St. Maria in Weingarten (Württemberg)
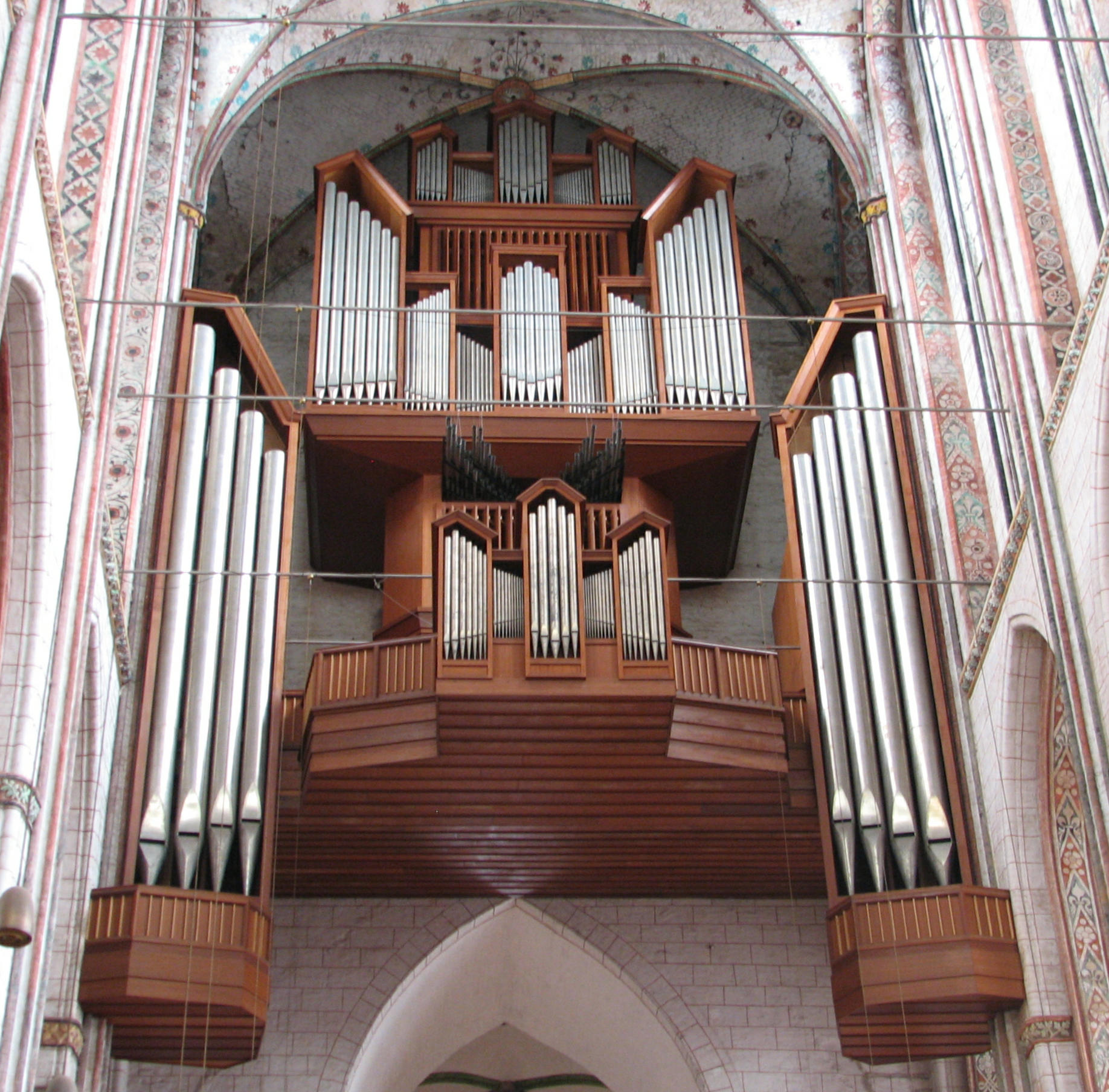
Prospekt der Großen Orgel (1968) der Marienkirche (Lübeck): Rückkehr zum Werkprinzip
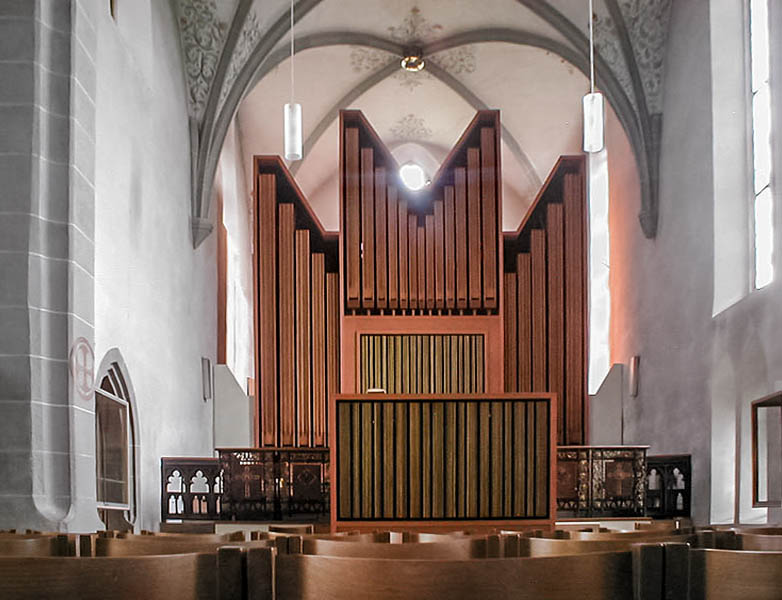
Prospekt ohne Metallpfeifen (1977) in der Stadtkirche Murrhardt

### Gegenwart
Bis in die 1980er Jahre wurden fast ausschließlich Prospekte gebaut, die fast dem zuvor beschriebenen Typ entsprachen. Lediglich kleine Änderungen waren zu verzeichnen. Seit den 1960er Jahren bestanden die gesamten Gehäuse oft schon wieder aus Massivholz und waren zugleich Teil des Tragwerks der einzelnen Teilwerke. Auch Verzierungen und Schnitzereien zierten – im Vergleich zu echten Barockorgeln – in etwas dezenterem Ausmaß wieder die Prospekte. Ferner wurde die Symmetrie zwar nicht wieder zur absoluten Regel, neue Orgeln waren aber zumindest wieder öfter symmetrisch als in den Jahrzehnten zuvor gegliedert – oder unsymmetrische Unterschiede fielen zumindest nicht mehr so extrem ins Gewicht wie zuvor.
Ebenfalls etwa ab den 1980er Jahren war in klanglicher Hinsicht das neobarocke Ideal endgültig als allgemeingültig überwunden. Auch die gewählten Mittel der Prospektgestaltung wurden damit deutlich vielfältiger. Auffälligste Änderungen betreffen zum Beispiel Orgeln, deren Prospekt (im Sinne der mit Pfeifen bestückten Schauseite) sich nicht mehr nur auf der Vorderseite des Gehäuses befindet.
Anders als in früheren Zeiten versucht man bei der Prospektgestaltung in der Gegenwart oft, eine schmale Gratwanderung zu meistern. Einerseits müssen Orgeln sich in das Kirchengebäude einfügen und dürfen architektonisch nicht stören, sie dürfen zum Beispiel den Blick zu Westwandfenstern oder Rosetten nicht beschneiden. Anderseits dürfen und sollen sie einzelne Stilelemente des Kirchengebäudes aufnehmen und zitieren (zum Beispiel Elisabethkirche Marburg). Prospekte sollen also einerseits ein „eigenständiges“ Aussehen haben, ohne sich in den stilistischen Gesamteindruck des Gebäudes weder zu sehr einzugliedern noch ihn zu sehr zu stören. Oftmals werden die Prospekte daher zwar – anders als in der Barockzeit – von der Orgelbauwerkstatt hergestellt, jedoch von einem Architekten oder Künstler entworfen.
Ebenso gibt es aber auch Orgeln in architektonisch bedeutsamen Kirchengebäuden, deren Prospekt bewusst extrem schlicht und unauffällig gehalten wird – oder andersherum Orgeln, die in ihrem Aussehen bewusst sehr auffallend gestaltet sind, um in einem eher schlichten Gebäude einen Akzent zu setzen.

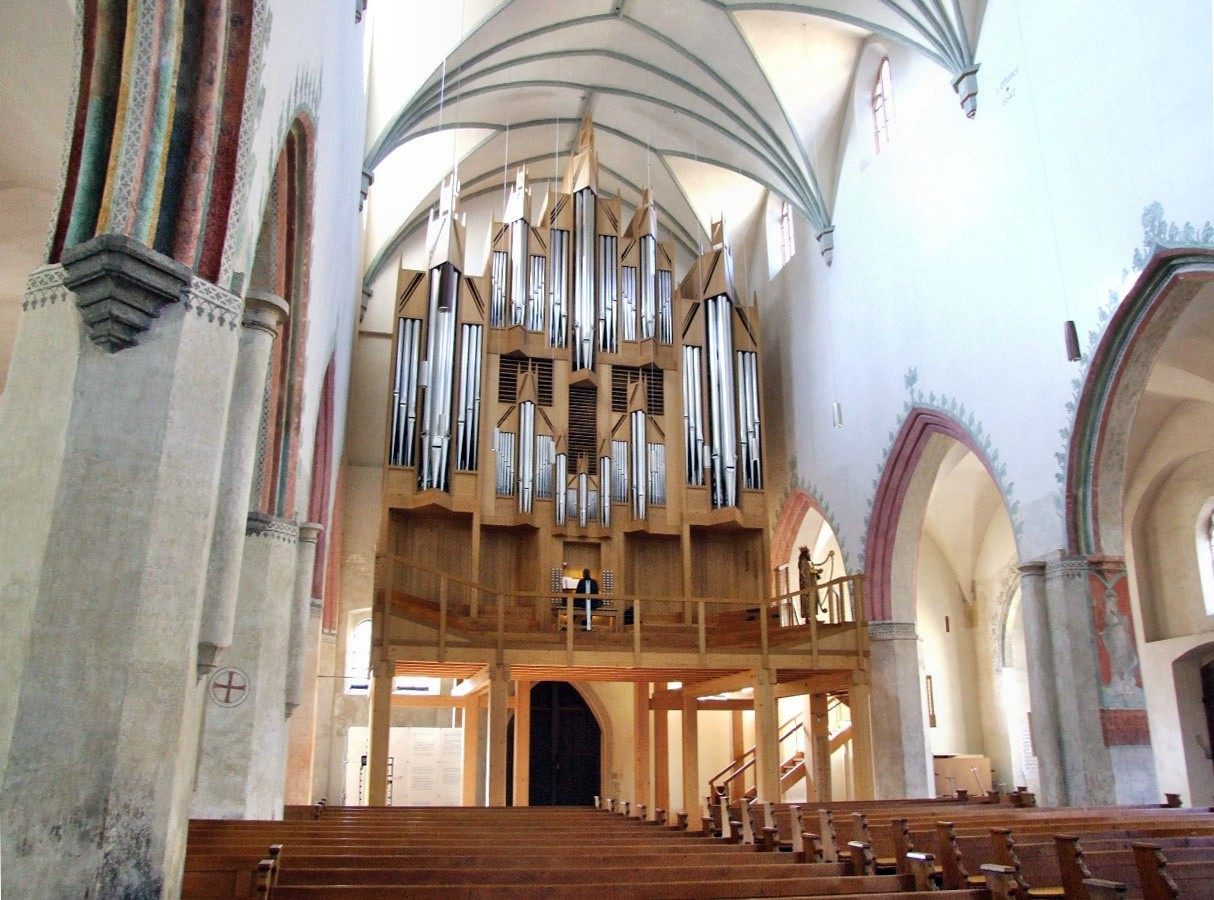
Prospekt (1998) der Orgel von St. Martin (Memmingen)
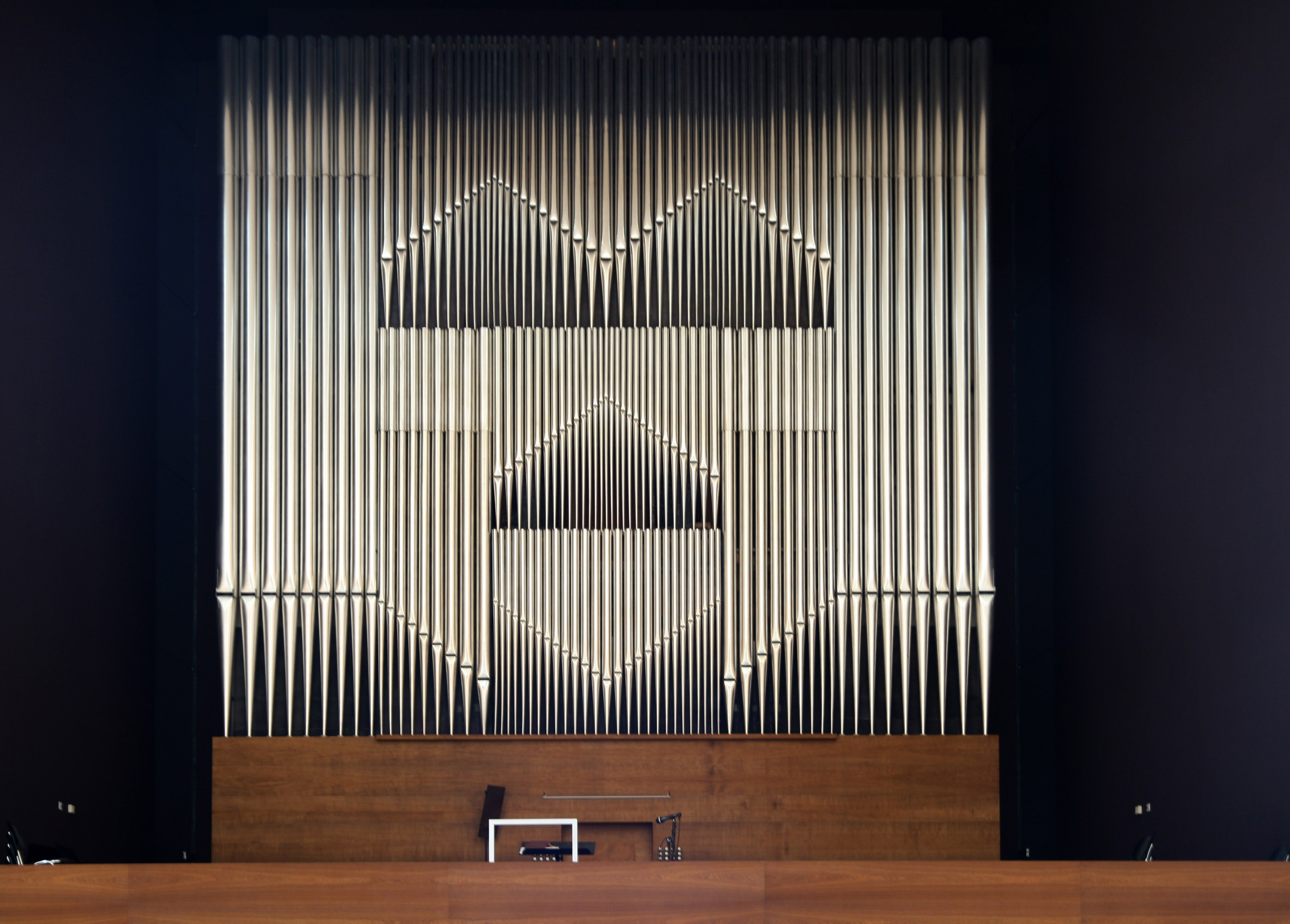
Moderner Werkprospekt (2003) der Herz-Jesu-Kirche (München)
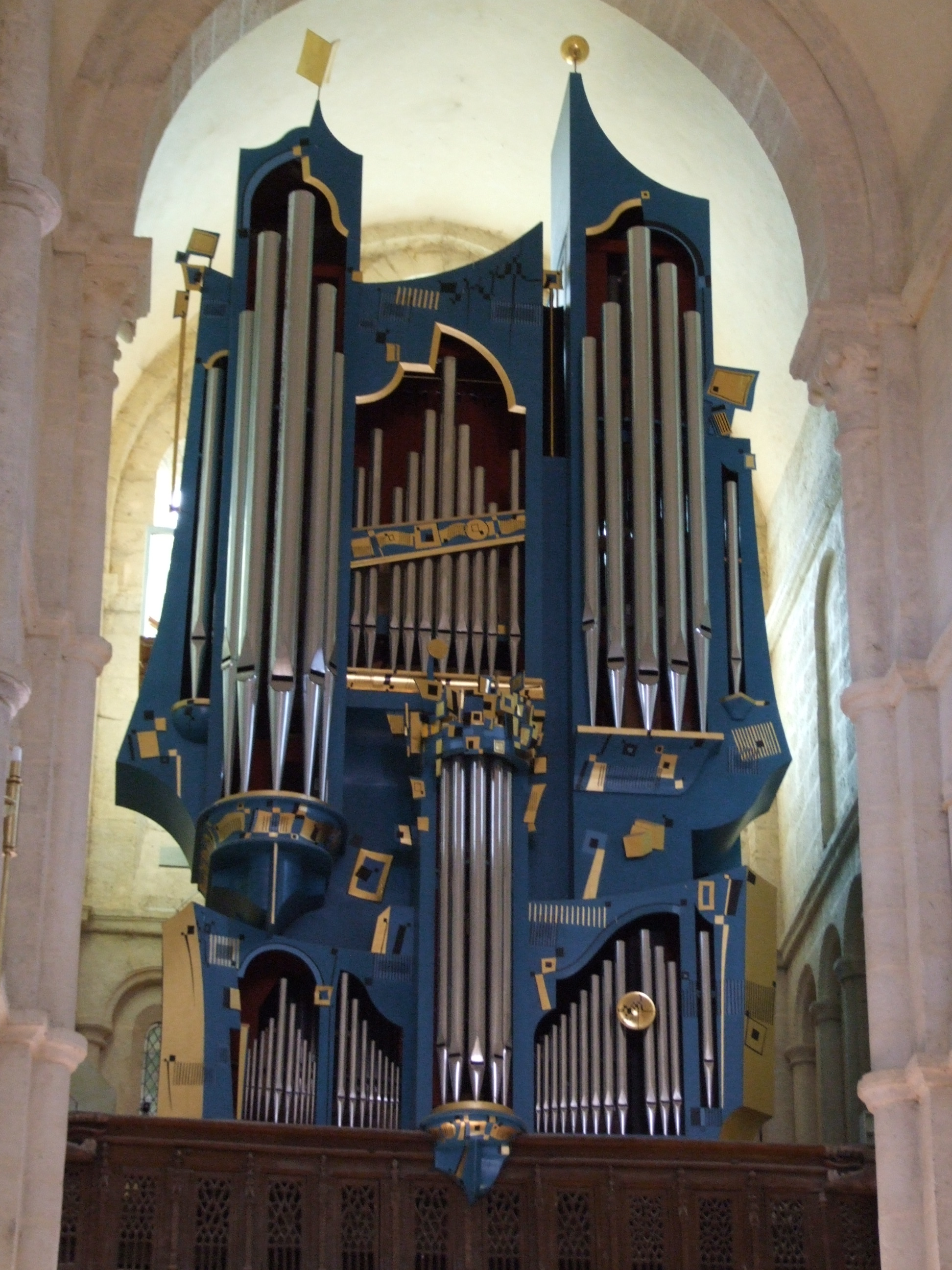
Orgel in St-Andoche (Saulieu) (2003)
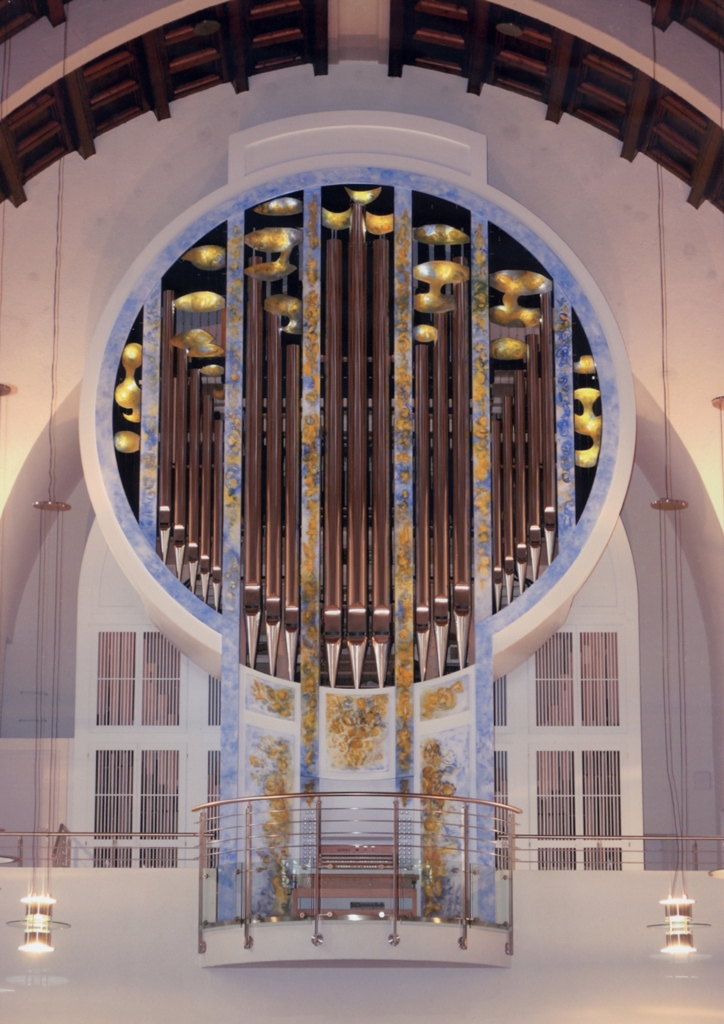
Prospekt von 2005 in Stuttgart, St. Fidelis
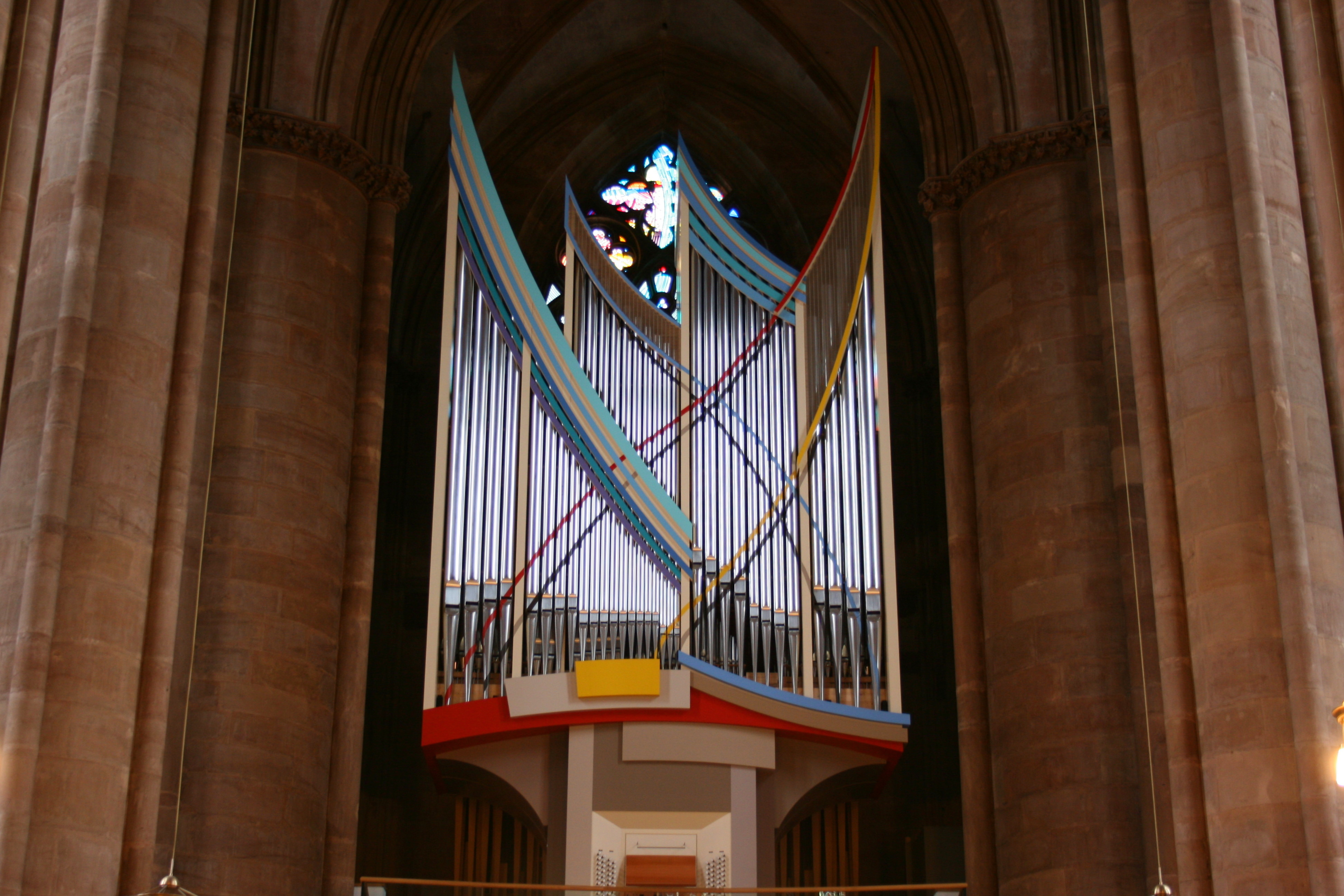
Orgel von 2006 in der Elisabethkirche (Marburg)
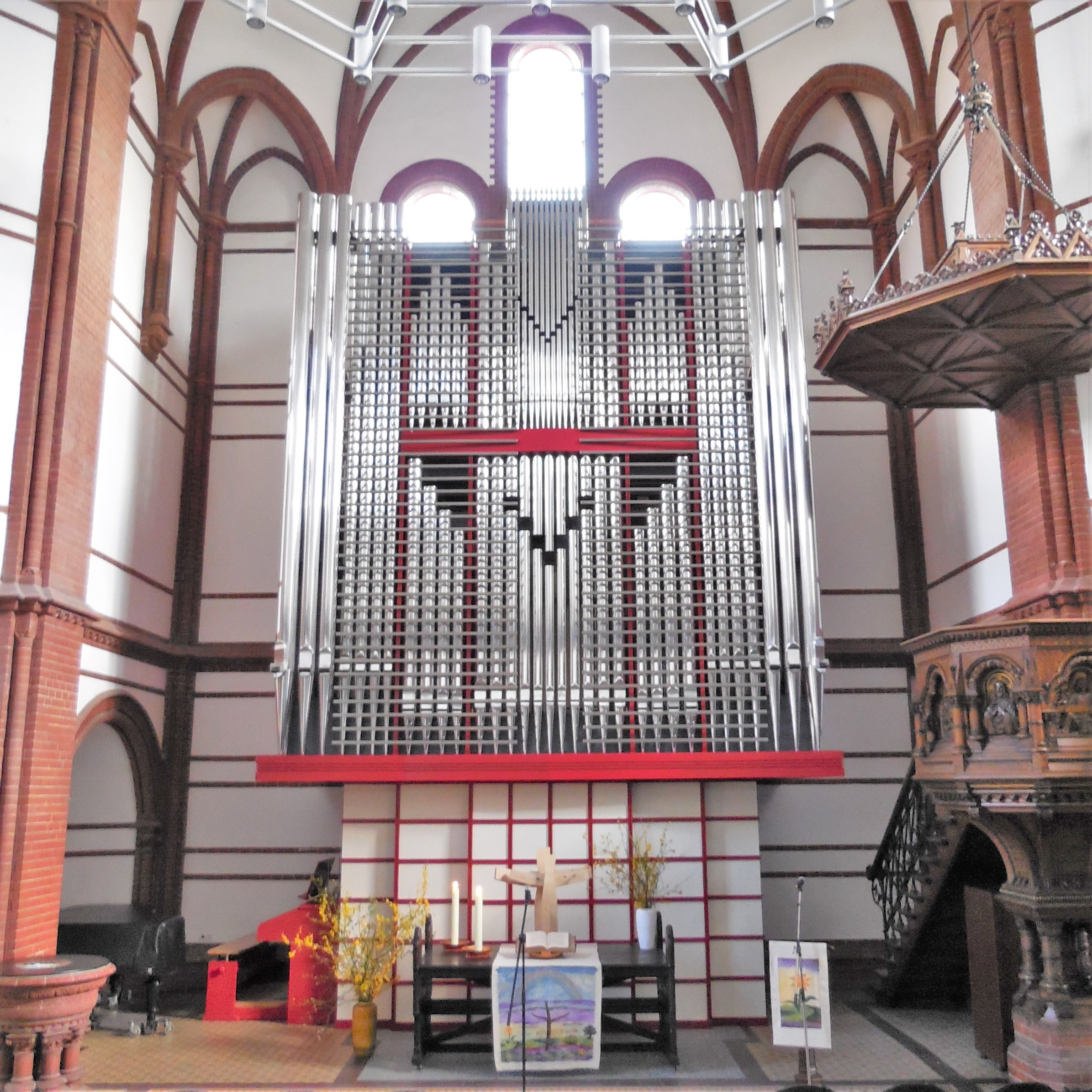
Prospekt in der Lutherkirche (Berlin-Spandau) von 2015